# Schweiz beim Eurovision Song Contest
Teilnehmende Rundfunkanstalt

Erste Teilnahme
1956
Anzahl der Teilnahmen
65 (Stand 2025)
Höchste Platzierung
1 (1956, 1988, 2024)
Höchste Punktzahl
591 (2024)
Niedrigste Punktzahl
0 (1964, 1967, 1998, 2004 SF)
Punkteschnitt (seit erstem Beitrag)
56,70 (Stand 2021)
Punkteschnitt pro abstimmendem Land im 12-Punkte-System
2,12 (Stand 2021)
Dieser Artikel befasst sich mit der Geschichte der Schweiz als Teilnehmerin am Eurovision Song Contest.

## Regelmässigkeit der Teilnahme und Erfolge im Wettbewerb

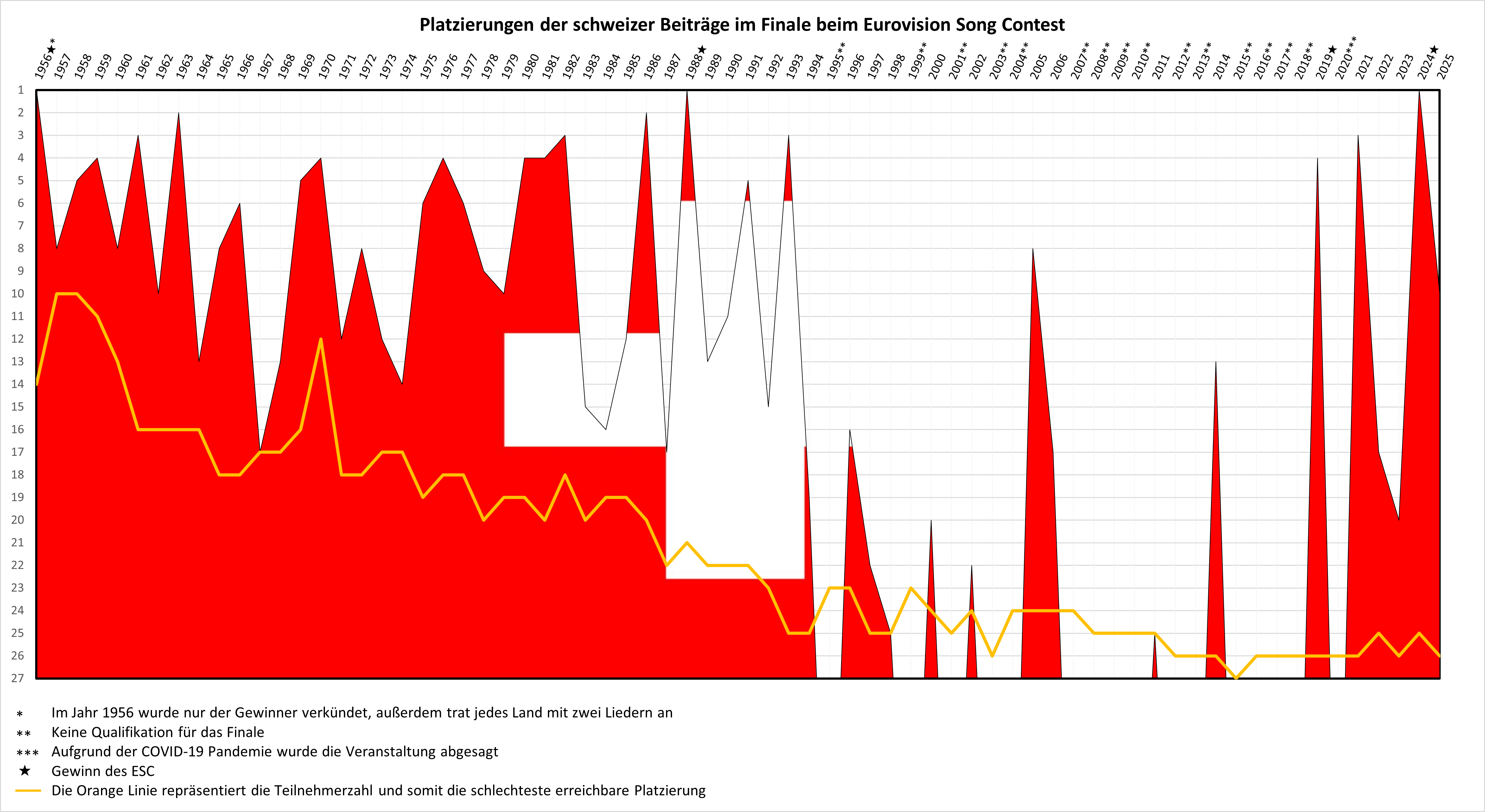
Platzierungen der Schweiz im Finale (Stand 2025)

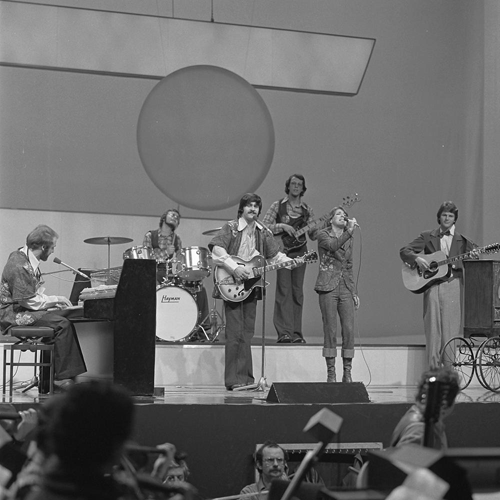
Peter, Sue & Marc (hier 1976) vertraten die Schweiz in zehn Jahren insgesamt vier Mal

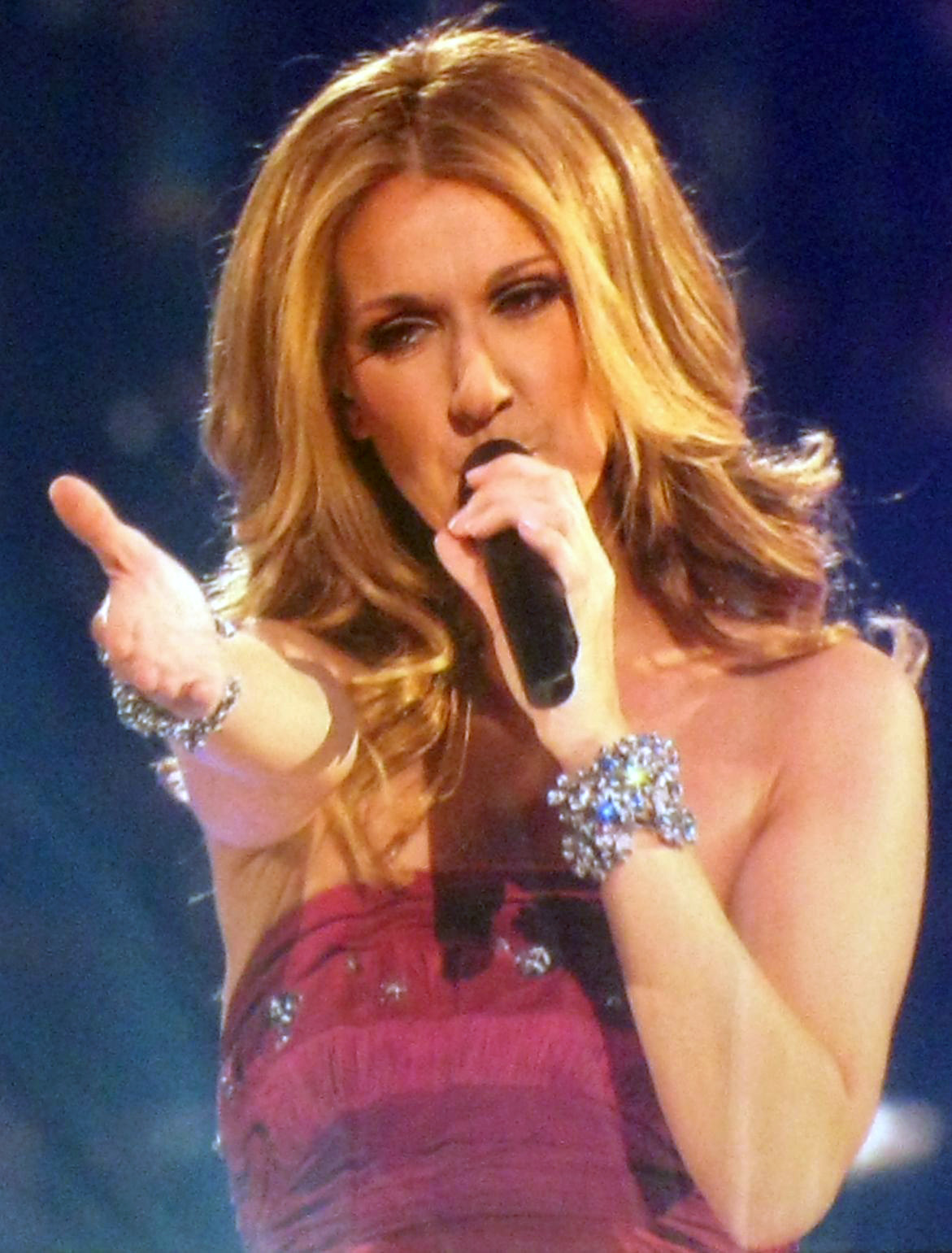
Die erfolgreiche und bekannte Sängerin Céline Dion (hier 2008) holte einen Schweizer Sieg 1988

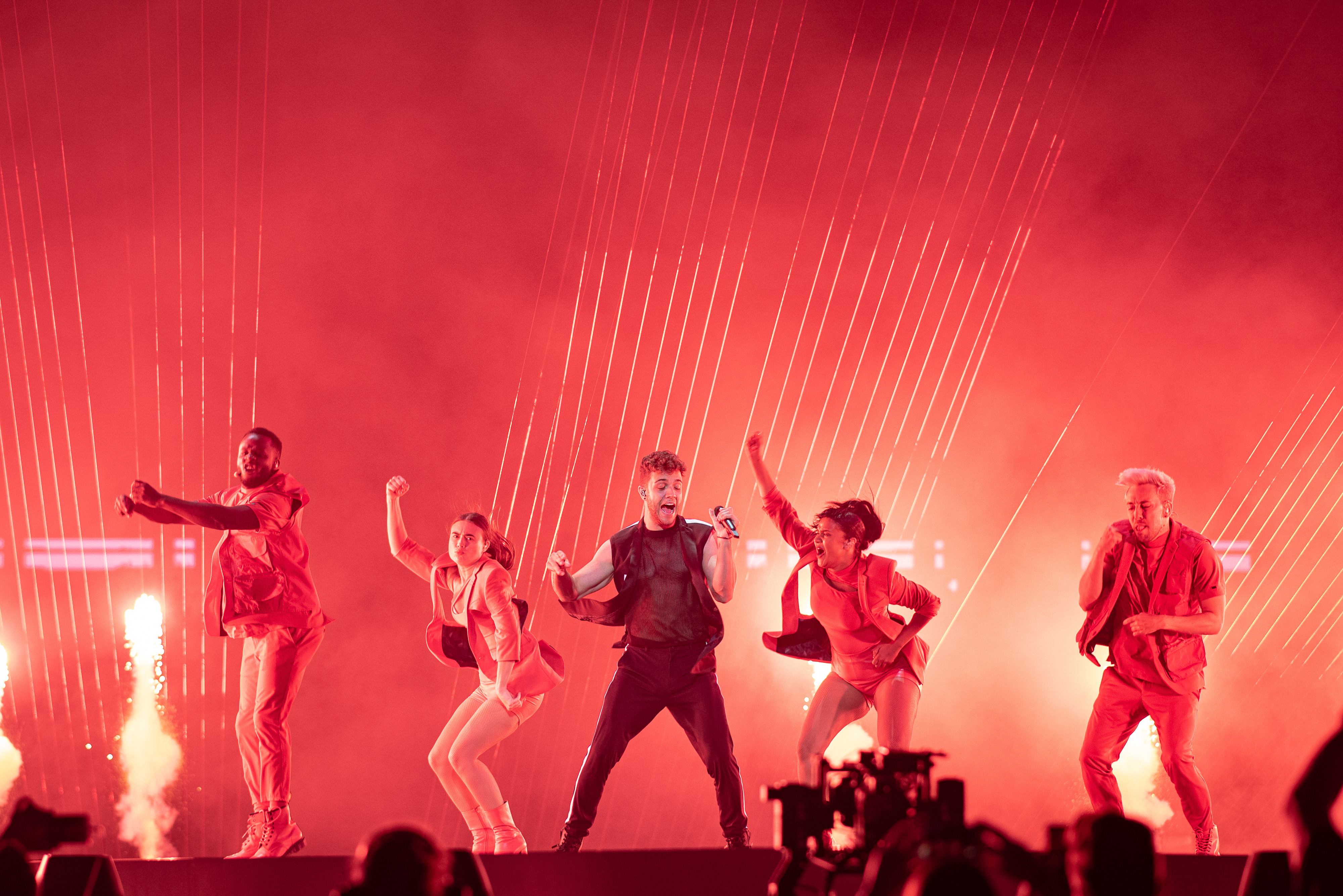
Luca Hänni (Mitte) holte 2019 das beste Ergebnis der Schweiz seit 1993

Die Schweiz nahm 1956 an der ersten Ausgabe des Eurovision Song Contest in Lugano teil und gewann diese auf Anhieb mit Lys Assia und ihrem Lied Refrain. So vertrat sie ebenfalls 1957 die Schweiz, landete dort aber nur auf Platz 8 von 10. Trotz dem geringen Erfolg wurde Lys Assia auch 1958 zum Wettbewerb geschickt. Dieses Mal war sie wieder erfolgreicher und belegte Platz 2 mit 24 Punkten. Ihr fehlten dabei lediglich drei Punkte zum Sieg. 1959 wurde dann erstmals eine andere Interpretin als Lys Assia zum Song Contest geschickt, nämlich Christa Williams. Diese war aber auch erfolgreich und belegte am Ende Platz 4. 1960 war das Land nur durchschnittlich erfolgreich und landete lediglich auf Platz 8 von 13. 1961 hingegen war die Schweiz wieder erfolgreich und platzierte sich auf Platz 3. 1962 landete der Sänger Jean Philippe dann im Mittelfeld auf Platz 10 von 16. 1963 verpasste die Schweiz dann erneut knapp den Sieg. Die Sängerin Esther Ofarim landete am Ende nur auf Platz 2, dabei fehlten ihr nur zwei Punkte zum Sieg. Nach diesem Erfolg folgte 1964 dann der erste Schweizer Tiefpunkt im Wettbewerb. So landete die Sängerin Anita Traversi mit ihrem Lied I miei pensieri mit null Punkten auf dem letzten Platz. Allerdings war sie nicht die einzige Teilnehmerin, die dort landete. So belegten auch die BR Deutschland, Jugoslawien und Portugal mit null Punkten den letzten Platz. Nach diesem Misserfolg war die Schweiz erstmals auch nicht mehr so erfolgreich wie zuvor im Wettbewerb.
Schliesslich landete das Land 1965 nur auf Platz 8 von 18 und somit nur im Mittelfeld. 1966 hingegen war die Platzierung etwas besser mit Platz 6 von 18. 1967 folgte dann aber schon der nächste Tiefpunkt, die Sängerin Géraldine landete auf dem letzten Platz mit null Punkten. Dieses Mal belegte die Schweiz allerdings alleine den letzten Platz, was bis dahin das schlechteste Schweizer Ergebnis beim Wettbewerb darstellte. Auch im Jahr darauf, 1968, konnte das Land nicht an die vorherigen Erfolge anknüpfen und landete lediglich auf Platz 13 von 17. 1969 folgte dann die beste Platzierung seit sechs Jahren, als die Sängerin Paola del Medico auf Platz 5 von 16 landete. 1970 konnte der Sänger Henri Dès diese Platzierung sogar noch toppen und landete auf Platz 4 von 12. 1971 war der Erfolg aber schon wieder vorbei, als das Trio Peter, Sue & Marc lediglich im Mittelfeld auf Platz 12 von 18 landete. 1972 hingegen schaffte es die Sängerin Véronique Müller wieder unter die besten zehn mit Platz 8 von 18. 1973 verpasste die Schweiz aber wieder eine solche Platzierung, da der Sänger Patrick Juvet lediglich auf Platz 12 von 17 landete. 1974 folgte dann der bereits dritte letzte Platz für die Schweiz. Allerdings war es nach 1964 der zweite letzte geteilte Platz. Dieses Mal landeten ebenfalls wieder, wie schon 1963, die BR Deutschland und Portugal auf dem letzten Platz. Ausserdem landete Norwegen noch auf dem letzten Platz. Nach dieser schlechten Platzierung folgte darauf der bisher erfolgreichste Zeitraum der Schweiz beim Eurovision Song Contest, indem sich das Land immer unter den besten zehn platzierte.
So konnte die Schweiz 1975 mit Platz 6 die beste Platzierung in fünf Jahren ergattern. 1976 kehrte das Trio Peter, Sue & Marc, die bereits 1971 die Schweiz vertraten, zurück. Dieses Mal waren sie allerdings deutlich erfolgreicher und landeten auf Platz 4. Auch 1977 und 1978 gelangen der Schweiz jeweils gute Platzierungen mit Platz 6 und Platz 9. 1979 trat das Trio Peter, Sue & Marc zum bereits dritten Mal für das Land an, holte sich dieses Mal aber das Trio Pfuri, Gorps & Kniri hinzu. Auch mit ihnen zusammen gelang es, einen Platz unter den besten zehn zu holen, denn das Lied Trödler & Co landete auf Platz 10. 1980 holte die Sängerin Paola dann mit Platz 4 eine weitere Platzierung unter den besten zehn. 1981 trat dann zum bereits vierten Mal innerhalb von zehn Jahren das Trio Peter, Sue & Marc für die Schweiz an. Dieses Mal holten sie mit Platz 4 ihre beste Platzierung im Wettbewerb. 1982 folgte dann die beste Platzierung seit 19 Jahren, als die Sängerin Arlette Zola Platz 3 belegte. Nach diesem grossen Erfolg war die erfolgreichste Zeit der Schweiz im Wettbewerb aber vorbei.
Mit Platz 15 1983 folgte schliesslich die schlechteste Platzierung seit neun Jahren. 1984 wurde mit Platz 16 sogar eine noch etwas schlechtere Platzierung eingeholt. Auch 1985 schaffte es die Schweiz nicht, unter die besten zehn zu gelangen, und belegte am Ende lediglich Platz 12. Umso überraschender kam das Ergebnis 1986, als die Sängerin Daniela Simons Platz 2 und somit das beste Ergebnis seit 1963 erreichte. Im Folgejahr war mit diesem Erfolg aber wieder Schluss, denn der Schweizer Beitrag erreichte lediglich Platz 17 von 22. Im Folgejahr, 1988, erzielte dann die damals noch unbekannte Sängerin Céline Dion mit Ne partez pas sans moi den zweiten Sieg der Schweiz. Nach diesem grossen Erfolg war die Schweiz also 1989 Ausrichter des Song Contests, war aber im eigenen Land nur durchschnittlich erfolgreich. So landete der Schweizer Beitrag nur im Mittelfeld auf Platz 13 von 22. 1990 verpasste das Land dann knapp eine Platzierung unter den besten zehn mit Platz 11. Umso erfolgreicher war wieder die Teilnahme 1991, als die Sängerin Sandra Simó Platz 5 belegte. 1992 hingegen landete die Schweiz aber wieder nur im Mittelfeld mit Platz 15 von 23. 1993 folgte dann mit Platz 3 die beste Platzierung seit dem Sieg 1988. Mit 148 Punkten erzielte die Sängerin Annie Cotton sogar eine neue Höchstpunktzahl für die Schweiz. Allerdings sollte dies der vorerst letzte erfolgreiche Beitrag der Schweiz sein, denn in den Folgejahren hatte die Schweiz einen regelrechten Absturz im Wettbewerb.
Der Beitrag 1994 erreichte schliesslich nur das untere Mittelfeld mit Platz 19 von 25. Allerdings hatte diese Platzierung Konsequenzen, denn durch die vielen neuen Teilnehmerländer in den 1990ern durften nur die Plätze 1 bis 18 am Wettbewerb 1995 teilnehmen. Somit musste die Schweiz 1995 erstmals aussetzen und fehlte daher erstmals im Wettbewerb seit seiner Einführung 1956. Ausserdem war die Schweiz bis 1994 zusammen mit Deutschland das einzige Land, das an allen bis dahin ausgestrahlten Wettbewerben teilgenommen hatte. 1996 kehrte die Schweiz aber wieder zum Wettbewerb zurück und belegte dort lediglich Platz 16 von 23. Auch 1997 konnte keine gute Platzierung errungen werden, als der Schweizer Beitrag auf Platz 22 von 25 landete. 1998 folgte dann der Tiefpunkt, denn die Sängerin Gunvor Guggisberg landete auf dem letzten Platz und erhielt null Punkte. Es war die schlechteste Platzierung der Schweiz seit 1974. Daher musste das Land zum bereits zweiten Mal im Jahre 1999 aussetzen. Im Jahre 2000 durfte die Schweiz zwar schon wieder teilnehmen, belegte dort aber nur Platz 20 von 24 und musste somit 2001 schon wieder aussetzen. Auch 2002 wurde mit Platz 22 von 24 keine gute Platzierung erreicht, so dass 2003 wieder kein Schweizer Beitrag teilnehmen durfte. Als die Schweiz 2004 zurückkehrte, musste sie sofort im neu eingeführten Halbfinale teilnehmen. Dort wurde aber die bis heute schlechteste Schweizer Platzierung erreicht. Piero Esteriore & The MusicStars bekamen mit dem Lied Celebrate! null Punkte und landeten auf dem letzten Platz. Es war das bereits fünfte Mal, dass die Schweiz Letzter wurde. Erst im Folgejahr gab es wieder einen Lichtblick für die Schweiz.
So musste die Schweiz 2005 erneut im Halbfinale antreten. Dort belegte die estnische Band Vanilla Ninja Platz 8, so dass sie die Schweiz erstmals seit drei Jahren zurück ins Finale führten. Im Finale folgte dann der grosse Erfolg. Das Lied Cool Vibes belegte am Ende Platz 8 mit 128 Punkten, was die beste Platzierung seit zwölf Jahren darstellte. Ebenfalls war es für einen langen Zeitraum die bisher letzte Schweizer Platzierung unter den besten zehn, denn in den Folgejahren wurde die Schweiz eines der erfolglosesten Länder im Wettbewerb. 2006 war das Land dann für das Finale durch die gute Vorjahresplatzierung bereits vorqualifiziert. Die Band six4one landete am Ende dann auf Platz 17 von 24. 2007 wurde dann der bekannte DJ Bobo zum Song Contest geschickt. Aber auch er verpasste das Finale und belegte im Halbfinale lediglich Platz 20 von 28. Auch 2008 und 2009 schafften es die Schweizer Beiträge nicht ins Finale, womit die Schweiz erstmals in ihrer Eurovisions-Geschichte drei Jahre nicht im Finale vertreten war. 2010 folgte dann ein weiterer Tiefpunkt, denn Michael von der Heide belegte am Ende den letzten Platz im Halbfinale, was der bereits sechste letzte Platz der Schweiz war. 2011 kehrte das Land dann zu einer Vorentscheidung zurück und konnte sich erstmals seit 2006 für das Finale qualifizieren. Dort folgte dann aber die nächste Enttäuschung, denn das Lied In Love for a While belegte den letzten Platz im Finale, was der siebte letzte Platz der Schweiz war. 2012 und 2013 verpassten die Schweizer Beiträge dann wieder das Finale. 2014 hingegen platzierte sich der Sänger Sebalter im Halbfinale auf Platz 5 und brachte somit das Land erstmals seit drei Jahren zurück ins Finale. Im Finale belegte er dann am Ende Platz 13 und holte somit das beste Schweizer Resultat seit 2005. Anzumerken ist allerdings, dass er bei reinem Televoting sogar sich unter den besten zehn platziert hätte. 2015 wollte die Schweiz dann an den Erfolg von 2014 anknüpfen, verfehlte dieses Ziel aber deutlich. So landete Mélanie René am Ende auf dem letzten Platz im Halbfinale. Auch 2016 landete der Schweizer Beitrag auf dem letzten Platz im Halbfinale, womit die Schweiz ihren neunten letzten Platz einfuhr. 2017 sollte sich dann die Band Timebelle wieder für das Finale qualifizieren, verpasste dieses Ziel aber mit Platz 12 im Halbfinale. Auch dem Duo ZiBBZ gelang es 2018 nicht, die Schweiz zurück ins Finale zu bringen. Erst 2019 folgte dann wieder ein Erfolg für das Land.
2019 kehrte die Schweiz schliesslich wieder zurück zu einer internen Auswahl. Der Sänger Luca Hänni wurde mit dem Lied She Got Me ausgewählt und belegte im Halbfinale Platz 4, womit die Schweiz erstmals seit 2014 wieder im Finale vertreten war. Im Finale holte Luca Hänni dann die beste Platzierung seit 1993 und dem neuen Millennium und die zweitbeste seit dem Sieg von 1988. Ausserdem holte die Schweiz mit diesem Beitrag die bis dahin höchste Punktzahl ihrer Eurovisions-Geschichte. Nachdem der Wettbewerb 2020 hatte abgesagt werden müssen, durfte der Friburger Gjon’s Tears, der mit Répondez-moi bereits im Jahr 2020 antreten sollte, 2021 mit Tout l’univers starten. Dabei schaffte er den ersten Platz im Jury Voting und den dritten Platz insgesamt. Es ist somit zusammen mit dem Resultat 1993 die beste Platzierung seit dem Sieg 1988. Zudem erreichte er einen neuen Punkterekord für die Schweiz. 2022 konnte die Schweiz erneut in das Finale einziehen. Mit Platz 17 erreichte man jedoch nur eine Platzierung im unteren Mittelfeld. Erwähnenswert ist zudem, dass die 78 Punkte alleinig von den Jurys stammten – von den Zuschauern gab es null Punkte. 2023 zog die Schweiz ebenfalls in das Finale ein, wo man mit Platz 20 das bislang schlechteste Ergebnis seit 2019 einfuhr. Wiederum gelang es der Schweiz seit 2019 (mit Ausnahme auf dem abgesagten Wettbewerb 2020), jedes Jahr das Finale zu erreichen, was seit der Einführung der Halbfinale nie gelang. Im Jahr 2024 gelang es Nemo, den Eurovision Song Contest zu gewinnen. Das Lied The Code erhielt von der Jury 365 Punkte, womit es sich in der Wertung der Jury mit Abstand auf Platz 1 platzierte. Bei den Zuschauern landete Nemo lediglich auf Platz 5 mit 226 Punkten. Jedoch reichte es für Nemo locker zum Sieg. Im Folgejahr erreichte man als Gastgeber den zehnten Platz. Bemerkenswert ist, dass die 214 Punkte alleinig von den Jurys stammten – von den Zuschauern gab es keinen Punkt.
Insgesamt landeten also 26 von den 65 Beiträgen in der linken Tabellenhälfte. Mit neun letzten Plätzen, davon viermal mit null Punkten, zählt die Schweiz zu den Ländern, die am häufigsten Letzter wurden. Mit nur sechs Finalteilnahmen seit Einführung des Halbfinales im Jahr 2004 ist die Schweiz zusammen mit Lettland das Land, das am häufigsten (elfmal) im Halbfinale ausgeschieden ist. Trotzdem konnte das Land bisher drei Siege einfahren, dreimal Platz 2 (1958, 1963, 1986) und viermal Platz 3 (1961, 1982, 1993, 2021) belegen. Mit 61 Teilnahmen zählt die Schweiz ebenfalls zu den Ländern mit den häufigsten Teilnahmen. Schliesslich hat der Alpenstaat bisher nie freiwillig auf eine Teilnahme verzichtet, musste aber 1995, 1999, 2001 und 2003 wegen schlechter Vorjahresplatzierungen aussetzen. Trotzdem zählt die Schweiz damit zu den durchschnittlich erfolgreichen Ländern beim Wettbewerb.

## Liste der Beiträge
– 1. Platz. 
– 2. Platz. 
– 3. Platz. 
– Punktgleichheit mit dem letzten Platz.
– ausgeschieden im Halbfinale/in der Qualifikation/im osteuropäischen Vorentscheid.
– keine Teilnahme/nicht qualifiziert.
– Absage des Eurovision Song Contests.
| Jahr | Interpret                                | Titel Musik (M) und Text (T) | Sprache              | Übersetzung                        | Finale                                           | Finale                                           | Halbfinale/ Qualifikation                        | Halbfinale/ Qualifikation                        | Nationaler Vorentscheid           |
| Jahr | Interpret                                | Titel Musik (M) und Text (T) | Sprache              | Übersetzung                        | Platz                                            | Punkte                                           | Platz                                            | Punkte                                           | Nationaler Vorentscheid           |
| ---- | ---------------------------------------- | --- | -------------------- | ---------------------------------- | ------------------------------------------------ | ------------------------------------------------ | ------------------------------------------------ | ------------------------------------------------ | --------------------------------- |
| 1956 | Lys Assia                                | Refrain M: Géo Voumard; T: Émile Gardaz                                                                                            | Französisch          | –                                  | 1 / 14                                           | k. A.                                            | Kein Halbfinale stattgefunden                    | Kein Halbfinale stattgefunden                    | Concours Eurovision 1956          |
| 1956 | Lys Assia                                | Das alte Karussell M/T: Georg Benz Stahl                                                                                           | Deutsch              | –                                  | k. A. / 14                                       | k. A.                                            | Kein Halbfinale stattgefunden                    | Kein Halbfinale stattgefunden                    | Concours Eurovision 1956          |
| 1957 | Lys Assia                                | L’enfant que j’étais M: Géo Voumard; T: Émile Gardaz                                                                               | Französisch          | Das Kind, das ich war              | 8 / 10                                           | 5                                                | Kein Halbfinale stattgefunden                    | Kein Halbfinale stattgefunden                    | Concours Eurovision 1957          |
| 1958 | Lys Assia                                | Giorgio M: Paul Burkhard; T: Fridolin Tschudi                                                                                      | Deutsch, Italienisch | –                                  | 2 / 10                                           | 24                                               | Kein Halbfinale stattgefunden                    | Kein Halbfinale stattgefunden                    | interne Auswahl                   |
| 1959 | Christa Williams                         | Irgendwoher M/T: Lothar Löffler | Deutsch              | –                                  | 4 / 11                                           | 14                                               | Kein Halbfinale stattgefunden                    | Kein Halbfinale stattgefunden                    | Concours Eurovision 1959          |
| 1960 | Anita Traversi                           | Cielo e terra M/T: Mario Robbiani                                                                                                  | Italienisch          | Himmel und Erde                    | 8 / 13                                           | 5                                                | Kein Halbfinale stattgefunden                    | Kein Halbfinale stattgefunden                    | Concours Eurovision 1960          |
| 1961 | Franca di Rienzo                         | Nous aurons demain M: Géo Voumard; T: Émile Gardaz                                                                                 | Französisch          | Morgen werden wir haben            | 3 / 16                                           | 16                                               | Kein Halbfinale stattgefunden                    | Kein Halbfinale stattgefunden                    | Concours Eurovision 1961          |
| 1962 | Jean Philippe                            | Le retour M: Géo Voumard; T: Émile Gardaz                                                                                          | Französisch          | Die Rückkehr                       | 10 / 16                                          | 2                                                | Kein Halbfinale stattgefunden                    | Kein Halbfinale stattgefunden                    | interne Auswahl                   |
| 1963 | Esther Ofarim                            | T’en vas pas M: Géo Voumard; T: Émile Gardaz                                                                                       | Französisch          | Geh nicht                          | 2 / 16                                           | 40                                               | Kein Halbfinale stattgefunden                    | Kein Halbfinale stattgefunden                    | Concours Eurovision 1963          |
| 1964 | Anita Traversi                           | I miei pensieri M: Giovanni Pelli; T: Sanzio Chiesa                                                                                | Italienisch          | Meine Gedanken                     | 13 / 16                                          | 0                                                | Kein Halbfinale stattgefunden                    | Kein Halbfinale stattgefunden                    | Concours Eurovision 1964          |
| 1965 | Yovanna                                  | Non, à jamais sans toi M: Bob Calfati; T: Jean Charles                                                                             | Französisch          | Für immer ohne dich                | 8 / 18                                           | 18                                               | Kein Halbfinale stattgefunden                    | Kein Halbfinale stattgefunden                    | Concours Eurovision 1965          |
| 1966 | Madeleine Pascal                         | Ne vois-tu pas? M: Pierre Brenner; T: Roland Schweizer                                                                             | Französisch          | Siehst du nicht?                   | 6 / 18                                           | 12                                               | Kein Halbfinale stattgefunden                    | Kein Halbfinale stattgefunden                    | Concours Eurovision 1966          |
| 1967 | Géraldine                                | Quel cœur vas-tu briser? M: Daniel Faure; T: Gérard Gray                                                                           | Französisch          | Wessen Herz wirst du nun brechen?  | 17 / 17                                          | 0                                                | Kein Halbfinale stattgefunden                    | Kein Halbfinale stattgefunden                    | Concours Eurovision 1967          |
| 1968 | Gianni Mascolo                           | Guardando il sole M: Aldo D’Addario; T: Sanzio Chiesa                                                                              | Italienisch          | In die Sonne schauend              | 13 / 17                                          | 2                                                | Kein Halbfinale stattgefunden                    | Kein Halbfinale stattgefunden                    | Concours Eurovision 1968          |
| 1969 | Paola del Medico                         | Bonjour, bonjour M: Henry Mayer; T: Jack Stark                                                                                     | Deutsch a            | Guten Tag, guten Tag               | 5 / 16                                           | 13                                               | Kein Halbfinale stattgefunden                    | Kein Halbfinale stattgefunden                    | Concours Eurovision 1969          |
| 1970 | Henri Dès                                | Retour M/T: Henri Dès | Französisch          | Rückkehr                           | 4 / 12                                           | 8                                                | Kein Halbfinale stattgefunden                    | Kein Halbfinale stattgefunden                    | Concours Eurovision 1970          |
| 1971 | Peter, Sue & Marc                        | Les illusions de nos vingt ans M: Peter Reber; T: Maurice Tézé                                                                     | Französisch          | Die Illusionen unserer Jugend      | 12 / 18                                          | 78                                               | Kein Halbfinale stattgefunden                    | Kein Halbfinale stattgefunden                    | interne Auswahl                   |
| 1972 | Véronique Müller                         | C’est la chanson de mon amour M: Véronique Müller; T: Catherine Desage                                                             | Französisch          | Das ist das Lied meiner Liebe      | 8 / 18                                           | 88                                               | Kein Halbfinale stattgefunden                    | Kein Halbfinale stattgefunden                    | Concours Eurovision 1972          |
| 1973 | Patrick Juvet                            | Je vais me marier, Marie M: Patrick Juvet; T: Pierre Delanoë                                                                       | Französisch          | Ich heirate, Marie                 | 12 / 17                                          | 79                                               | Kein Halbfinale stattgefunden                    | Kein Halbfinale stattgefunden                    | Concours Eurovision 1973          |
| 1974 | Piera Martell                            | Mein Ruf nach Dir M/T: Pepe Ederer                                                                                                 | Deutsch              | –                                  | 14 / 17                                          | 3                                                | Kein Halbfinale stattgefunden                    | Kein Halbfinale stattgefunden                    | Concours Eurovision 1974          |
| 1975 | Simone Drexel                            | Mikado M/T: Simone Drexel | Deutsch              | –                                  | 6 / 19                                           | 77                                               | Kein Halbfinale stattgefunden                    | Kein Halbfinale stattgefunden                    | Concours Eurovision 1975          |
| 1976 | Peter, Sue & Marc                        | Djambo, Djambo M/T: Peter Reber | Englisch             | Djambo, Djambo (Name eines Clowns) | 4 / 18                                           | 91                                               | Kein Halbfinale stattgefunden                    | Kein Halbfinale stattgefunden                    | Concours Eurovision 1976          |
| 1977 | Pepe Lienhard Band                       | Swiss Lady M/T: Peter Reber | Deutsch b            | –                                  | 6 / 18                                           | 71                                               | Kein Halbfinale stattgefunden                    | Kein Halbfinale stattgefunden                    | Concours Eurovision 1977          |
| 1978 | Carole Vinci                             | Vivre M: Alain Morisod; T: Pierre Alain                                                                                            | Französisch          | Leben                              | 9 / 20                                           | 65                                               | Kein Halbfinale stattgefunden                    | Kein Halbfinale stattgefunden                    | Concours Eurovision 1978          |
| 1979 | Peter, Sue & Marc + Pfuri, Gorps & Kniri | Trödler & Co M/T: Peter Reber | Deutsch              | –                                  | 10 / 19                                          | 60                                               | Kein Halbfinale stattgefunden                    | Kein Halbfinale stattgefunden                    | Concours Eurovision 1979          |
| 1980 | Paola                                    | Cinéma M: Peter Reber; T: Peter Reber, Véronique Müller                                                                            | Französisch          | Kino                               | 4 / 19                                           | 104                                              | Kein Halbfinale stattgefunden                    | Kein Halbfinale stattgefunden                    | Concours Eurovision 1980          |
| 1981 | Peter, Sue & Marc                        | Io senza te M: Peter Reber; T: Peter Reber, Nella Martinetti                                                                       | Italienisch          | Ich ohne dich                      | 4 / 20                                           | 121                                              | Kein Halbfinale stattgefunden                    | Kein Halbfinale stattgefunden                    | Concours Eurovision 1981          |
| 1982 | Arlette Zola                             | Amour on t’aime M: Alain Morisod; T: Pierre Alain                                                                                  | Französisch          | Liebe, wir lieben dich             | 3 / 18                                           | 97                                               | Kein Halbfinale stattgefunden                    | Kein Halbfinale stattgefunden                    | Concours Eurovision 1982          |
| 1983 | Mariella Farré                           | Io così non ci sto M: Thomas Gonzenbach, Remo Kessler; T: Nella Martinetti                                                         | Italienisch          | Ich mag es so nicht                | 15 / 20                                          | 28                                               | Kein Halbfinale stattgefunden                    | Kein Halbfinale stattgefunden                    | Concours Eurovision 1983          |
| 1984 | Rainy Day                                | Welche Farbe hat der Sonnenschein? M/T: Günter Loose                                                                               | Deutsch              | –                                  | 16 / 19                                          | 30                                               | Kein Halbfinale stattgefunden                    | Kein Halbfinale stattgefunden                    | Concours Eurovision 1984          |
| 1985 | Mariella Farré & Pino Gasparini          | Piano, piano M: Anita Kerr; T: Trudi Müller-Bosshard                                                                               | Deutsch              | Leise, leise                       | 12 / 19                                          | 39                                               | Kein Halbfinale stattgefunden                    | Kein Halbfinale stattgefunden                    | Concours Eurovision 1985          |
| 1986 | Daniela Simons                           | Pas pour moi M: Atilla Şereftuğ; T: Nella Martinetti                                                                               | Französisch          | Nicht für mich                     | 2 / 20                                           | 140                                              | Kein Halbfinale stattgefunden                    | Kein Halbfinale stattgefunden                    | Concours Eurovision 1986          |
| 1987 | Carol Rich                               | Moitié, moitié M/T: Jean-Jacques Egli                                                                                              | Französisch          | Halb-halb                          | 17 / 22                                          | 26                                               | Kein Halbfinale stattgefunden                    | Kein Halbfinale stattgefunden                    | Concours Eurovision 1987          |
| 1988 | Céline Dion                              | Ne partez pas sans moi M: Atilla Şereftuğ; T: Nella Martinetti                                                                     | Französisch          | Geht nicht ohne mich               | 1 / 21                                           | 137                                              | Kein Halbfinale stattgefunden                    | Kein Halbfinale stattgefunden                    | Concours Eurovision 1988          |
| 1989 | Furbaz                                   | Viver senza tei M/T: Marie Louise Werth                                                                                            | Rätoromanisch        | Ohne dich leben                    | 13 / 22                                          | 47                                               | Kein Halbfinale stattgefunden                    | Kein Halbfinale stattgefunden                    | Concours Eurovision 1989          |
| 1990 | Egon Egemann                             | Musik klingt in die Welt hinaus M/T: Cornelia Lackner                                                                              | Deutsch              | –                                  | 11 / 22                                          | 51                                               | Kein Halbfinale stattgefunden                    | Kein Halbfinale stattgefunden                    | Concours Eurovision 1990          |
| 1991 | Sandra Simó                              | Canzone per te M/T: Renato Mascetti                                                                                                | Italienisch          | Lied für dich                      | 5 / 22                                           | 118                                              | Kein Halbfinale stattgefunden                    | Kein Halbfinale stattgefunden                    | Concours Eurovision 1991          |
| 1992 | Daisy Auvray                             | Mister Music Man M/T: Gordon Dent                                                                                                  | Französisch b        | –                                  | 15 / 23                                          | 32                                               | Kein Halbfinale stattgefunden                    | Kein Halbfinale stattgefunden                    | Concours Eurovision 1992          |
| 1993 | Annie Cotton                             | Moi, tout simplement M: Christophe Duc; T: Jean-Jacques Egli                                                                       | Französisch          | Ganz einfach ich                   | 3 / 25                                           | 148                                              | Kein Halbfinale stattgefunden                    | Kein Halbfinale stattgefunden                    | Concours Eurovision 1993          |
| 1994 | Duilio                                   | Sto pregando M/T: Giuseppe Scaramello                                                                                              | Italienisch          | Ich bete                           | 19 / 25                                          | 15                                               | Direkt für das Finale qualifiziert               | Direkt für das Finale qualifiziert               | interne Auswahl                   |
| 1995 | Nicht qualifiziert                       | Nicht qualifiziert | Nicht qualifiziert   | Nicht qualifiziert                 | Nicht qualifiziert                               | Nicht qualifiziert                               | Nicht qualifiziert                               | Nicht qualifiziert                               | Nicht qualifiziert                |
| 1996 | Kathy Leander                            | Mon cœur l’aime M/T: Régis Mounir                                                                                                  | Französisch          | Mein Herz liebt ihn                | 16 / 23                                          | 22                                               | 8 / 29                                           | 67                                               | interne Auswahl                   |
| 1997 | Barbara Berta                            | Dentro di me M/T: Barbara Berta | Italienisch          | In mir drin                        | 22 / 25                                          | 5                                                | Direkt für das Finale qualifiziert               | Direkt für das Finale qualifiziert               | interne Auswahl                   |
| 1998 | Gunvor Guggisberg                        | Lass ihn M/T: Gunvor, Egon Egemann                                                                                                 | Deutsch              | –                                  | 25 / 25                                          | 0                                                | Direkt für das Finale qualifiziert               | Direkt für das Finale qualifiziert               | Concours Eurovision 1998          |
| 1999 | Nicht qualifiziert                       | Nicht qualifiziert | Nicht qualifiziert   | Nicht qualifiziert                 | Nicht qualifiziert                               | Nicht qualifiziert                               | Nicht qualifiziert                               | Nicht qualifiziert                               | Nicht qualifiziert                |
| 2000 | Jane Bogaert                             | La vita cos’è M: Brigitte Schöb, Bernie Staub; T: Thomas Marin                                                                     | Italienisch          | Was ist das Leben?                 | 20 / 24                                          | 14                                               | Direkt für das Finale qualifiziert               | Direkt für das Finale qualifiziert               | Concours Eurovision 2000          |
| 2001 | Nicht qualifiziert                       | Nicht qualifiziert | Nicht qualifiziert   | Nicht qualifiziert                 | Nicht qualifiziert                               | Nicht qualifiziert                               | Nicht qualifiziert                               | Nicht qualifiziert                               | Nicht qualifiziert                |
| 2002 | Francine Jordi                           | Dans le jardin de mon âme M/T: Francine Jordi                                                                                      | Französisch          | Im Garten meiner Seele             | 22 / 24                                          | 15                                               | Direkt für das Finale qualifiziert               | Direkt für das Finale qualifiziert               | Concours Eurovision 2002          |
| 2003 | Nicht qualifiziert                       | Nicht qualifiziert | Nicht qualifiziert   | Nicht qualifiziert                 | Nicht qualifiziert                               | Nicht qualifiziert                               | Nicht qualifiziert                               | Nicht qualifiziert                               | Nicht qualifiziert                |
| 2004 | Piero Esteriore & The MusicStars         | Celebrate! M/T: Greg Manning | Englisch             | Feiert!                            | Ausgeschieden                                    | Ausgeschieden                                    | 22 / 22                                          | 0                                                | Concours Eurovision 2004          |
| 2005 | Vanilla Ninja                            | Cool Vibes M: David Brandes, Jane Tempest; T: Bernd Meinunger                                                                      | Englisch             | Cool Vibes (Name eines Tigers)     | 8 / 24                                           | 128                                              | 8 / 25                                           | 114                                              | interne Auswahl                   |
| 2006 | six4one                                  | If We All Give a Little M: Ralph Siegel; T: Bernd Meinunger                                                                        | Englisch             | Wenn wir alle ein bisschen geben   | 17 / 24                                          | 30                                               | Direkt für das Finale qualifiziert               | Direkt für das Finale qualifiziert               | interne Auswahl                   |
| 2007 | DJ BoBo                                  | Vampires Are Alive M/T: DJ BoBo, Axel Breitung                                                                                     | Englisch             | Vampire leben                      | Ausgeschieden                                    | Ausgeschieden                                    | 20 / 28                                          | 40                                               | interne Auswahl                   |
| 2008 | Paolo Meneguzzi                          | Era stupendo M: Pablo Meneguzzo; T: Vincenzo Incenzo                                                                               | Italienisch          | Es war wunderbar                   | Ausgeschieden                                    | Ausgeschieden                                    | 13 / 19                                          | 47                                               | interne Auswahl                   |
| 2009 | Lovebugs                                 | The Highest Heights M/T: Florian Senn, Thomas Rechberger, Adrian Sieber                                                            | Englisch             | Die höchsten Höhen                 | Ausgeschieden                                    | Ausgeschieden                                    | 14 / 18                                          | 15                                               | interne Auswahl                   |
| 2010 | Michael von der Heide                    | Il pleut de l’or M: Michael von der Heide, Pele Lorriano; T: Heike Kospach                                                         | Französisch          | Es regnet Gold                     | Ausgeschieden                                    | Ausgeschieden                                    | 17 / 17                                          | 2                                                | interne Auswahl                   |
| 2011 | Anna Rossinelli                          | In Love for a While M/T: David Klein                                                                                               | Englisch             | Eine Weile verliebt                | 25 / 25                                          | 19                                               | 10 / 19                                          | 55                                               | Die Grosse Entscheidungsshow 2011 |
| 2012 | Sinplus                                  | Unbreakable M/T: Sinplus | Englisch             | Unzerstörbar                       | Ausgeschieden                                    | Ausgeschieden                                    | 11 / 18                                          | 45                                               | Die Grosse Entscheidungsshow 2012 |
| 2013 | Takasa                                   | You and Me M/T: Georg Schlunegger                                                                                                  | Englisch             | Du und ich                         | Ausgeschieden                                    | Ausgeschieden                                    | 13 / 17                                          | 41                                               | Die Grosse Entscheidungsshow 2013 |
| 2014 | Sebalter                                 | Hunter of Stars M/T: Sebastiano Paulessi                                                                                           | Englisch             | Jäger der Sterne                   | 13 / 26                                          | 64                                               | 5 / 15                                           | 92                                               | Die Grosse Entscheidungsshow 2014 |
| 2015 | Mélanie René                             | Time to Shine M/T: Mélanie René | Englisch             | Zeit zu scheinen                   | Ausgeschieden                                    | Ausgeschieden                                    | 17 / 17                                          | 4                                                | Die Grosse Entscheidungsshow 2015 |
| 2016 | Rykka                                    | The Last of Our Kind M/T: Christina Maria Rieder, Mike James, Jeff Dawson, Warne Liversey                                          | Englisch             | Die Letzten unserer Art            | Ausgeschieden                                    | Ausgeschieden                                    | 18 / 18                                          | 28                                               | Die Grosse Entscheidungsshow 2016 |
| 2017 | Timebelle                                | Apollo M/T: Elias Näslin, Nicolas Günthardt, Alessandra Günthardt                                                                  | Englisch             | Apollon                            | Ausgeschieden                                    | Ausgeschieden                                    | 12 / 18                                          | 97                                               | Die Grosse Entscheidungsshow 2017 |
| 2018 | ZiBBZ                                    | Stones M: Laurell Barker, Corinne «Co» Gfeller, Stefan Gfeller; T: Laurell Barker, Corinne «Co» Gfeller                            | Englisch             | Steine                             | Ausgeschieden                                    | Ausgeschieden                                    | 13 / 19                                          | 86                                               | Die Grosse Entscheidungsshow 2018 |
| 2019 | Luca Hänni                               | She Got Me M/T: Laurell Barker, Mac Frazer, Luca Hänni, Jon Hällgren, Lukas Hällgren                                               | Englisch             | Sie bringt mich dazu               | 4 / 26                                           | 364                                              | 4 / 18                                           | 232                                              | interne Auswahl                   |
| 2020 | Gjon’s Tears                             | Répondez-moi M/T: Gjon Muharremaj, Xavier Michel, Alizé Oswald, Jeroen Swinnen                                                     | Französisch          | Antwortet mir                      | Absage wegen der COVID-19-Pandemie durch die EBU | Absage wegen der COVID-19-Pandemie durch die EBU | Absage wegen der COVID-19-Pandemie durch die EBU | Absage wegen der COVID-19-Pandemie durch die EBU | interne Auswahl                   |
| 2021 | Gjon’s Tears                             | Tout l'univers M: Wouter Hardy, Nina Sampermans, Gjon Muharremaj, Xavier Michel; T: Wouter Hardy, Nina Sampermans, Gjon Muharremaj | Französisch          | Das ganze Universum                | 3 / 26                                           | 432                                              | 1 / 17                                           | 291                                              | interne Auswahl                   |
| 2022 | Marius Bear                              | Boys Do Cry M/T: Marius Hügli, Martin Gallop                                                                                       | Englisch             | Jungen weinen                      | 17 / 25                                          | 78                                               | 9 / 17                                           | 118                                              | interne Auswahl                   |
| 2023 | Remo Forrer                              | Watergun M/T: Argyle Singh, Ashley Hicklin, Mikołaj Trybulec                                                                       | Englisch             | Wasserpistole                      | 20 / 26                                          | 92                                               | 7 / 15                                           | 97                                               | interne Auswahl                   |
| 2024 | Nemo                                     | The Code M/T: Benjamin Alasu, Lasse Midtsian Nymann, Linda Dale, Nemo Mettler                                                      | Englisch             | Der Code                           | 1 / 25                                           | 591                                              | 4 / 16                                           | 132                                              | interne Auswahl                   |
| 2025 | Zoë Më                                   | Voyage M/T: Zoë Kressler, Emily Middlemas, Tom Oehler                                                                              | Französisch          | Reise                              | 10 / 26                                          | 214                                              | Direkt für das Finale qualifiziert               | Direkt für das Finale qualifiziert               | interne Auswahl                   |

## Nationale Vorentscheide
Einige Schweizer Beiträge wurden intern vom Schweizer Fernsehen ausgewählt, und zwar in den Jahren 1969 bis 1971, 1980, 1994 bis 1997, 2005 bis 2010 und seit 2019. In allen anderen Jahren fand ein nationaler Vorentscheid statt, wobei das Auswahlverfahren wechselte:

### 1956 bis 1962
1956 bis 1960 nahmen jeweils drei Sänger am Vorentscheid teil und stellten insgesamt 1956 bis 1958 elf Lieder vor; 1959 stellte jeder drei Lieder vor, 1960 jeder vier. 1961 stellten die Sänger insgesamt neun Lieder vor. Die Teilnehmerzahl von 1962 ist nicht bekannt.

### 1963 bis 1968 und 1972
Zwischen 1963 und 1968 wurden beim Vorentscheid immer drei Lieder vorgestellt, davon je zwei auf Französisch, zwei auf Deutsch und zwei auf Italienisch. Bis 1966 nahmen immer fünf Sänger teil, 1967, 1968 und 1972 je sechs.

### 1972 bis 1979, 1981
In diesen Jahren fand jeweils ein «klassischer» Vorentscheid mit unterschiedlicher Teilnehmerzahl (zwischen sieben und neun) und unterschiedlicher sprachlicher Zusammensetzung statt. Mittlerweile war es aber üblich, dass jeder Sänger nur ein Lied vorstellte.

### 1982 bis 1989
1982 bis 1988 gab es beim Vorentscheid immer neun Lieder zur Auswahl, davon je einer auf Rätoromanisch und je drei in zwei der anderen Sprachen sowie zwei in der verbleibenden Sprache. Die Titel wurden nach Sprachen getrennt jeweils im Rahmen im Radio ausgetragener regionaler Vorrunden gewählt. Die Gastgeberrolle wechselte jährlich zwischen der Welschschweiz, der Deutschschweiz und der Italienischsprachigen Schweiz. 1989 wurde die Anzahl der Lieder auf zehn erhöht.

### 1990 bis 1993, 1998 bis 2004
In diesen Jahren fand der Vorentscheid wieder in nicht geregelter sprachlicher Zusammensetzung statt; die Teilnehmerzahl lag zwischen sechs und zwölf.

### 2011 bis 2016
Nachdem der Schweizer Teilnehmer in den Jahren 2005 bis 2010 direkt von der Schweizer Fernsehgesellschaft SRG SSR ausgesucht wurde, fand im Jahr 2011 wieder ein im Fernsehen ausgestrahlter Vorentscheid namens Die Grosse Entscheidungsshow statt. Die zwölf Startplätze wurden durch den Schweizer Radiosender DRS 3 und drei Fernsehsender unterschiedlicher Landessprachen vergeben. Der deutschsprachige Fernsehsender SF bekam sieben Plätze; er benutzte erstmals das Internet, um seine Kandidaten auszusuchen. Der italienischsprachige Sender RSI hatte einen Platz; er suchte seinen Kandidaten durch eine Kombination aus Internet-, SMS- und Jury-Abstimmung. Der französischsprachige Sender TSR hatte ebenfalls einen Platz, den er durch eine interne Entscheidung besetzte. Der Radiosender DRS 3 suchte die Kandidaten für seine drei Plätze über das Internet aus. Der Sieger des Vorentscheids wurde im Dezember 2010 per Televoting ermittelt. Für den Vorentscheid zum Contest 2012 wurde die Anzahl der Teilnehmer auf 14 erhöht. RSI und RTS bekamen jeweils einen Startplatz mehr. Im Gegenzug wurde 2013 die Gesamtzahl auf sechs Teilnehmer verringert: Drei Beiträge kamen vom SF zwei von RTS und einer RSI. Obwohl RSI anteilsmässig die geringsten Chancen auf einen Sieg hat, konnten Teilnehmer aus dem Tessin bereits 2012 und 2014 die Vorentscheidung gewinnen.

### 2017
Am 15. Juni 2016 gab SRG SSR bekannt, sein Vorentscheidungskonzept ändern zu wollen. Anstatt der bisher erfolgten regionalen Auswahl wird nun nur noch eine nicht öffentlich zugängliche Internetplattform als Bewerbung dienen, den Beitrag auszusuchen. 21 Kandidaten wurden zu einem «Livecheck» am 4. Dezember 2016 eingeladen, aus welchem sich sechs Künstler für das Finale am 5. Februar 2017 in Zürich-Oerlikon qualifiziert haben.
Am 5. Februar 2017 traten sechs Kandidaten in der zweistündigen Sendung Eurovision Song Contest 2017 – Entscheidungsshow an. Die Sendung wurde im Studio 1 des SRF in Zürich produziert. Die Moderation übernahm Sven Epiney. Während der Sendung trat der Sänger Sebalter, der die Schweiz beim Eurovision Song Contest 2014 vertrat, mit seinem Lied Weeping Willow auf. Das Schweizer Fernsehpublikum entschied sich per Televoting mehrheitlich für die Band Timebelle mit ihrem Lied Apollo. Allerdings konnten sie sich nicht für das Finale qualifizieren.

### 2018
Am 13. Juli 2017 stellte SRG SSR sein neues Vorentscheidungskonzept vor. Es war schon im Vorhinein bekannt, dass das Vorentscheidungskonzept von den Produzenten des Melodifestivalen, Christer Björkman und Martin Österdahl konzipiert werden soll. SGR SSR lud interessierte Musiker ein, ab dem 1. September 2017 bis zum 22. September 2017 ihre Songs einzureichen. Neben Schweizer Staatsbürger oder die, die einen Wohnsitz in der Schweiz haben, durften auch internationale Songwriter ihre Werke einreichen. Im Reglement von SRG SSR wurde allerdings erwähnt, dass erstere, je nach Werk, bevorzugt werden. 2018 sollte der Fokus auf den Songs liegen und dann später erst sollten die perfekten Stimmen dazu gefunden werden. Um Songwritern die Chance zu bieten auch ohne eine Stimme ihren Song einzureichen, hat in der ersten Runde des Auswahlprozesses eine 20-köpfige unabhängige Jury die sechs besten Songs herausgesucht. Diese Jury bestand aus Musik- und Medienschaffenden, «ESC»-Fans und Fernsehzuschauern. Diese sechs Songs wurden dann mit unterschiedlichen Stimmen getestet, um für jeden Song die perfekte Interpretation zu finden. Deswegen fiel ab 2018 auch der Livecheck weg. Die letztendlich sechs ausgewählten Interpreten trafen mit ihren Songs am 4. Februar 2018 aufeinander. Die dazugehörige Sendung wurde live aus dem Fernsehstudio in Zürich ausgestrahlt. Am Schluss entschieden dann zu 50 Prozent das Fernsehpublikum via Televoting und zu 50 Prozent eine internationale Fachjury, wer die Schweiz 2018 beim Eurovision Song Contest in Portugal vertrat. Am Ende gewann das Geschwister Duo ZiBBZ mit dem Lied Stones. Allerdings erreichten auch sie nicht das Finale beim Song Contest.

## Sprachen

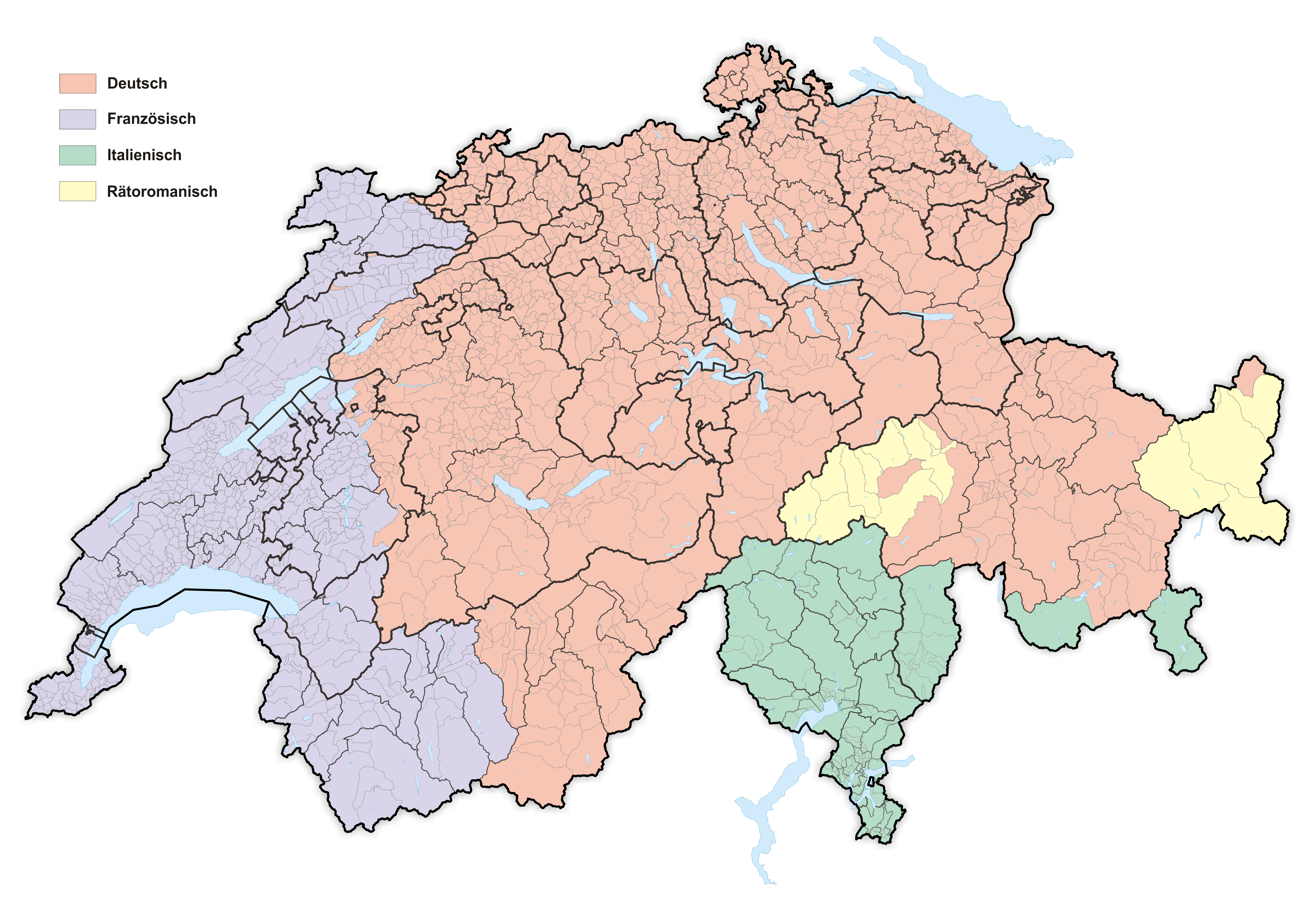
Verbreitung der Landessprachen in der Schweiz (1. Januar 2025)
Deutsch
Französisch
Italienisch
Rätoromanisch

Aufgrund der Mehrsprachigkeit ist kein anderes Land in so vielen Sprachen aufgetreten wie die Schweiz. Vor dem Wegfall der Sprachregelung 1999 waren die Beiträge meist auf Französisch, Deutsch oder Italienisch, einmal (1989) auf Rätoromanisch. 1976 wie auch in den letzten Jahren gab es zudem englische Beiträge; 2021 wurde der Schweizer Beitrag erstmals seit 2010 wieder in einer der Landessprachen gesungen, auf Französisch.

### Überblick
| Sprache       | Anzahl | Jahre |
| ------------- | ------ | --- |
| Französisch   | 25     | 1956 (2), 1957, 1961, 1962, 1963, 1965, 1966, 1967, 1970, 1971, 1972, 1973, 1978, 1980, 1982, 1986, 1987, 1988, 1992 1, 1993, 1996, 2002, 2010, 2020, 2021, 2025 |
| Englisch      | 18     | 1976, 2004, 2005, 2006, 2007, 2009, 2011, 2012, 2013, 2014, 2015, 2016, 2017, 2018, 2019, 2022, 2023, 2024                                                       |
| Deutsch       | 12     | 1956 (1), 1958 2, 1959, 1969 1, 1974, 1975, 1977 1, 1979, 1984, 1985, 1990, 1998                                                                                 |
| Italienisch   | 10     | 1960, 1964, 1968, 1981, 1983, 1991, 1994, 1997, 2000, 2008 |
| Rätoromanisch | 01     | 1989 |

1 Trotz den französischen bzw. englischen Titelzeilen wurden die Beiträge von 1969, 1977 und 1992 auf Deutsch bzw. Französisch gesungen.
2 Obwohl im Beitrag von 1958 viele italienische Wörter enthalten sind, wird der Beitrag in dieser Statistik dem Deutschen zugerechnet: Einerseits folgt der Text der deutschen Syntax; die italienischen Wörter sind nur «eingestreut», andererseits sind die meisten Worte auch international gebräuchlich («Risotto», «Chianti» …) oder als Zitate eingefügt.
Viele Beiträge der Schweiz wurden auch in anderen Sprachen eingesungen. Bei französischsprachigen Beiträgen war dies häufig Deutsch. Auch Englisch war dabei sehr beliebt. Bonjour, Bonjour von 1969 nahm man auch auf Spanisch und Portugiesisch auf, Retour von 1970 auf Spanisch. Pas pour moi, den Vertreter von 1986, sang man auch auf Niederländisch ein und Moitié-Moitié aus dem Jahr danach auf Portugiesisch. Ansonsten waren alle anderssprachigen Versionen auf Englisch oder in einer anderen Landessprache.

## Kommerzielle Erfolge
Viele Schweizer Beiträge waren keine grossen kommerziellen Erfolge, insbesondere auch nicht die beiden Siegertitel: Ne partez pas sans moi kam nur auf Platz elf in den Singlecharts, während zur Zeit des Siegertitels, Refrain von Lys Assia, noch keine Schweizer Single-Charts existierten. Insgesamt erreichten nur 26 der 60 Beiträge die Charts, davon zehn die Top 10. Kommerziell am erfolgreichsten war 1977 der Beitrag Swiss Lady der Pepe Lienhard Band, der bis 2019 auch der einzige war, der Platz eins der Schweizer Single-Charts erreichte. Sehr erfolgreich war auch Simone Drexel 1975 mit Mikado auf Platz zwei, gefolgt von DJ BoBo 2007 mit Vampires Are Alive und Anna Rossinelli 2011 mit In Love for a While, beide Top 3. 2014 kam Sebalter mit Hunter of Stars auf Platz 6 der Charts. Übertroffen wurde dies erst wieder 2019, als Luca Hänni auf Platz eins der Charts landete – der erste Nummer-eins-Hit seit 1977. Nachdem sich Gjon’s Tears trotz Absage des Contests 2020 mit Platz 100 ganz knapp in den Charts platzieren konnte, stieg sein Beitrag 2021 direkt auf Platz 1 ein, dies jedoch erst eine Woche nach dem Contest. Zeitgleich stieg Répondez-moi wieder in die Charts ein, diesmal auf Platz 42.

## Ausgerichtete Wettbewerbe
1956 wurde die Schweiz auserkoren, die erste Ausgabe des Eurovision Song Contest auszurichten. Der Wettbewerb fand in Lugano statt. Lohengrin Filipello moderierte die Sendung dem Austragungsort gemäss komplett auf Italienisch. Nach dem zweiten Sieg 1988 fand der Eurovision Song Contest 1989 zum zweiten Mal in der Schweiz statt. Als Austragungsort wurde diesmal Lausanne gewählt. Moderatoren waren Lolita Morena und Jacques Deschenaux, die den Wettbewerb auf Englisch, Französisch, Italienisch und Deutsch moderierten. Die Schweiz stellte mit dieser Ausgabe der Veranstaltung einen Rekord auf, nämlich den der längsten Eröffnungssequenz: Insgesamt dauerte es 20 Minuten, bis der erste Beitrag vorgestellt wurde.
| Jahr | Stadt    | Austragungsort     | Moderation                                       |
| ---- | -------- | ------------------ | ------------------------------------------------ |
| 1956 | Lugano   | Teatro Kursaal     | Lohengrin Filipello                              |
| 1989 | Lausanne | Palais de Beaulieu | Lolita Morena & Jacques Deschenaux               |
| 2025 | Basel    | St. Jakobshalle    | Hazel Brugger, Sandra Studer & Michelle Hunziker |

## Kommentatoren
Die Schweiz strahlt den Eurovision Song Contest auf den Fernsehsendern SRF (Deutsch), RTS (Französisch) und RSI (Italienisch) aus.
| Jahr(e)   | Deutschschweizer Kommentatoren             |
| --------- | ------------------------------------------ |
| 1958–1983 | Theodor Haller                             |
| 1984–1991 | Bernard Thurnheer                          |
| 1992      | Mariano Tschuor                            |
| 1993–1994 | Bernard Thurnheer                          |
| 1995      | Heinz Margot                               |
| 1996-2002 | Sandra Studer                              |
| 2003      | Roman Kilchsperger                         |
| 2004–2006 | Sandra Studer                              |
| 2007      | Bernard Thurnheer                          |
| 2008–2013 | Sven Epiney                                |
| 2014–2016 | Sven Epiney Peter Schneider Gabriel Vetter |
| 2017      | Sven Epiney Stefan Büsser Micky Beisenherz |
| 2018      | Sven Epiney Stefan Büsser Johnny Fischer   |
| 2019      | Sven Epiney                                |
| 2020      | Wettbewerb abgesagt                        |
| 2021–2025 | Sven Epiney                                |

| Jahr(e)   | Französischsprachige Kommentatoren                |
| --------- | ------------------------------------------------- |
| 1956–1976 | Georges Hardy                                     |
| 1977–1989 | Serge Moisson                                     |
| 1990–1991 | Lolita Morena                                     |
| 1992      | Ivan Frésard                                      |
| 1993–1995 | Jean-Marc Richard                                 |
| 1996–1997 | Pierre Grandjean                                  |
| 1998–2001 | Jean-Marc Richard                                 |
| 2002      | Phil Mundwiller                                   |
| 2003–2004 | Jean-Marc Richard                                 |
| 2005      | Jean-Marc Richard Marie-Thérèse Porchet           |
| 2006      | Jean-Marc Richard Alain Morisod                   |
| 2007      | Jean-Marc Richard Henri Dès                       |
| 2008–2018 | Jean-Marc Richard Nicolas Tanner                  |
| 2019      | Bastian Baker                                     |
| 2020      | Wettbewerb abgesagt                               |
| 2021      | Jean-Marc Richard Nicolas Tanner Joseph Gorgoni   |
| 2022      | Jean-Marc Richard Nicolas Tanner Gjon’s Tears     |
| 2023      | Jean-Marc Richard Nicolas Tanner Priscilla Formaz |
| 2024      | Jean-Marc Richard Nicolas Tanner Julie Berthollet |
| 2025      | Jean-Marc Richard Nicolas Tanner Victoria Turrian |

| Jahr(e)   | Italienischsprachige Kommentatoren                 |
| --------- | -------------------------------------------------- |
| 1962–1983 | Giovanni Bertini                                   |
| 1984–1989 | Ezio Guidi                                         |
| 1990–1993 | Emanuela Gaggini                                   |
| 1994      | Wilma Gilardi                                      |
| 1995–1996 | Joanne Holder                                      |
| 1997–2002 | Jonathan Tedesco                                   |
| 2003      | Daniele Rauseo                                     |
| 2004      | Daniele Rauseo Claudio Lazzarino                   |
| 2005      | Daniele Rauseo                                     |
| 2006-2007 | Sandy Altermatt Claudio Lazzarino                  |
| 2008-2010 | Sandy Altermatt                                    |
| 2011      | Jonathan Tedesco                                   |
| 2012      | Clarissa Tami Paolo Meneguzzi                      |
| 2013      | Alessandro Bertoglio                               |
| 2014      | Alessandro Bertoglio Sandy Altermatt               |
| 2015      | Clarissa Tami Paolo Meneguzzi                      |
| 2016      | Clarissa Tami Michele Carobbio                     |
| 2017      | Clarissa Tami Sebalter                             |
| 2018      | Clarissa Tami                                      |
| 2019      | Clarissa Tami Sebalter                             |
| 2020      | Wettbewerb abgesagt                                |
| 2021      | Clarissa Tami Sebalter                             |
| 2022      | Clarissa Tami Francesca Margiotta Boris Piffaretti |
| 2023–2025 | Ellis Cavallini Gian-Andrea Costa                  |

## Punktesprecher
| Jahr | Punktesprecher                 | Bekannt als                               |
| ---- | ------------------------------ | ----------------------------------------- |
| 1957 | Mäni Weber                     | Moderator                                 |
| 1958 | Mäni Weber                     | Moderator                                 |
| 1959 | Boris Acquadro                 | Journalist                                |
| 1960 | Boris Acquadro                 | Journalist                                |
| 1961 | Boris Acquadro                 | Journalist                                |
| 1962 | Boris Acquadro                 | Journalist                                |
| 1963 | Boris Acquadro                 | Journalist                                |
| 1964 | Alexandre Burger               | Journalist                                |
| 1965 | Alexandre Burger               | Journalist                                |
| 1966 | Alexandre Burger               | Journalist                                |
| 1967 | Alexandre Burger               | Journalist                                |
| 1968 | Alexandre Burger               | Journalist                                |
| 1969 | Alexandre Burger               | Journalist                                |
| 1970 | Alexandre Burger               | Journalist                                |
| 1974 | Alexandre Burger               | Journalist                                |
| 1975 | Michel Stocker                 | Journalist                                |
| 1976 | Michel Stocker                 | Journalist                                |
| 1977 | Michel Stocker                 | Journalist                                |
| 1978 | Michel Stocker                 | Journalist                                |
| 1979 | Michel Stocker                 | Journalist                                |
| 1980 | Michel Stocker                 | Journalist                                |
| 1981 | Michel Stocker                 | Journalist                                |
| 1982 | Michel Stocker                 | Journalist                                |
| 1983 | Michel Stocker                 | Journalist                                |
| 1984 | Michel Stocker                 | Journalist                                |
| 1985 | Michel Stocker                 | Journalist                                |
| 1986 | Michel Stocker                 | Journalist                                |
| 1987 | Michel Stocker                 | Journalist                                |
| 1988 | Michel Stocker                 | Journalist                                |
| 1989 | Michel Stocker                 | Journalist                                |
| 1990 | Michel Stocker                 | Journalist                                |
| 1991 | Michel Stocker                 | Journalist                                |
| 1992 | Michel Stocker                 | Journalist                                |
| 1993 | Michel Stocker                 | Journalist                                |
| 1994 | Sandra Simó                    | Moderatorin, Sängerin                     |
| 1996 | Yves Ménestrier                | Journalistin                              |
| 1997 | Sandy Altermatt                | Moderatorin, Journalistin                 |
| 1998 | Regula Elsener                 | Journalistin, Buchautorin und Moderatorin |
| 2000 | Astrid Von Stockar             | Journalistin                              |
| 2002 | Diana Jörg                     | Journalistin                              |
| 2004 | Emel Aykanat                   | Sängerin                                  |
| 2005 | Cécile Bähler                  | Moderatorin                               |
| 2006 | Jubaira Bachmann               | Moderatorin                               |
| 2007 | Sven Epiney                    | Moderator                                 |
| 2008 | Cécile Bähler                  | Moderatorin                               |
| 2009 | Cécile Bähler                  | Moderatorin                               |
| 2010 | Christa Rigozzi                | Moderatorin                               |
| 2011 | Cécile Bähler                  | Moderatorin                               |
| 2012 | Sara Hildebrand                | Moderatorin                               |
| 2013 | Mélanie Freymond               | Journalistin, Moderatorin                 |
| 2014 | Kurt Aeschbacher               | Moderator                                 |
| 2015 | Laetitia Guarino               | Model                                     |
| 2016 | Sebalter                       | Sänger                                    |
| 2017 | Luca Hänni                     | Sänger                                    |
| 2018 | Leticia Carvalho               | Sängerin                                  |
| 2019 | Sinplus                        | Musikduo                                  |
| 2020 | Wettbewerb abgesagt            | Wettbewerb abgesagt                       |
| 2021 | Angélique Beldner              | Moderatorin                               |
| 2022 | Julie Berthollet               | Musikerin                                 |
| 2023 | Chiara Dubey                   | Musikerin                                 |
| 2024 | Jennifer Bosshard              | Moderatorin                               |
| 2025 | Sven Epiney & Mélanie Freymond | Moderatoren                               |

## Punktevergabe
Folgende Länder erhielten die meisten Punkte von oder vergaben die meisten Punkte an die Schweiz (Stand: 2025):
| Die meisten im Finale vergebenen Punkte | Die meisten im Finale vergebenen Punkte | Die meisten im Finale vergebenen Punkte |
| Platz                                   | Land                                    | Punkte                                  |
| --------------------------------------- | --------------------------------------- | --------------------------------------- |
| 1                                       | Italien                                 | 275                                     |
| 2                                       | Vereinigtes Königreich                  | 225                                     |
| 3                                       | Frankreich                              | 228                                     |
| 4                                       | Schweden                                | 207                                     |
| 5                                       | Deutschland                             | 196                                     |

| Die meisten im Finale erhaltenen Punkte | Die meisten im Finale erhaltenen Punkte | Die meisten im Finale erhaltenen Punkte |
| Platz                                   | Land                                    | Punkte                                  |
| --------------------------------------- | --------------------------------------- | --------------------------------------- |
| 1                                       | Niederlande                             | 203                                     |
| 2                                       | Vereinigtes Königreich                  | 194                                     |
| 3                                       | Österreich                              | 188                                     |
| 4                                       | Finnland                                | 179                                     |
| 5                                       | Belgien                                 | 169                                     |

| Die meisten insgesamt vergebenen Punkte | Die meisten insgesamt vergebenen Punkte | Die meisten insgesamt vergebenen Punkte |
| Platz                                   | Land                                    | Punkte                                  |
| --------------------------------------- | --------------------------------------- | --------------------------------------- |
| 1                                       | Portugal                                | 289                                     |
| 2                                       | Italien                                 | 275                                     |
| 3                                       | Schweden                                | 266                                     |
| 4                                       | Israel                                  | 239                                     |
| 5                                       | Niederlande                             | 230                                     |

| Die meisten insgesamt erhaltenen Punkte | Die meisten insgesamt erhaltenen Punkte | Die meisten insgesamt erhaltenen Punkte |
| Platz                                   | Land                                    | Punkte                                  |
| --------------------------------------- | --------------------------------------- | --------------------------------------- |
| 1                                       | Österreich                              | 270                                     |
| 2                                       | Niederlande                             | 248                                     |
| 3                                       | Finnland                                | 244                                     |
| 4                                       | Vereinigtes Königreich                  | 220                                     |
| 5                                       | Deutschland                             | 216                                     |

### Vergaben der Höchstwertung
Seit 1975 vergab die Schweiz im Finale die Höchstpunktzahl an 22 verschiedene Länder, davon je sechsmal an Irland und Serbien. Im Halbfinale dagegen vergab die Schweiz die Höchstpunktzahl an 15 verschiedene Länder, davon fünfmal an Serbien.
| Höchstwertung (Finale) | Höchstwertung (Finale)  | Höchstwertung (Finale) |
| Jahr                   | Land                    | Platz (Finale)         |
| ---------------------- | ----------------------- | ---------------------- |
| 1975                   | Finnland                | 7                      |
| 1976                   | Vereinigtes Königreich  | 1                      |
| 1977                   | Frankreich              | 1                      |
| 1978                   | Israel                  | 1                      |
| 1979                   | Spanien                 | 2                      |
| 1980                   | Irland                  | 1                      |
| 1981                   | Frankreich              | 3                      |
| 1982                   | Deutschland             | 1                      |
| 1983                   | Niederlande             | 7                      |
| 1984                   | Irland                  | 2                      |
| 1985                   | Türkei                  | 14                     |
| 1986                   | Schweden                | 5                      |
| 1987                   | Irland                  | 1                      |
| 1988                   | Luxemburg               | 4                      |
| 1989                   | Griechenland            | 10                     |
| 1990                   | Frankreich              | 2                      |
| 1991                   | Spanien                 | 4                      |
| 1992                   | Frankreich              | 8                      |
| 1993                   | Irland                  | 1                      |
| 1994                   | Irland                  | 1                      |
| 1995                   | Nicht qualifiziert      | Nicht qualifiziert     |
| 1996                   | Irland                  | 1                      |
| 1997                   | Vereinigtes Königreich  | 1                      |
| 1998                   | Deutschland             | 7                      |
| 1999                   | Nicht qualifiziert      | Nicht qualifiziert     |
| 2000                   | Deutschland             | 5                      |
| 2001                   | Nicht qualifiziert      | Nicht qualifiziert     |
| 2002                   | Spanien                 | 7                      |
| 2003                   | Nicht qualifiziert      | Nicht qualifiziert     |
| 2004                   | Serbien und Montenegro  | 2                      |
| 2005                   | Serbien und Montenegro  | 7                      |
| 2006                   | Bosnien und Herzegowina | 3                      |
| 2007                   | Serbien                 | 1                      |
| 2008                   | Serbien                 | 6                      |
| 2009                   | Türkei                  | 4                      |
| 2010                   | Deutschland             | 1                      |
| 2011                   | Bosnien und Herzegowina | 6                      |
| 2012                   | Albanien                | 5                      |
| 2013                   | Italien                 | 7                      |
| 2014                   | Österreich              | 1                      |
| 2015                   | Schweden                | 1                      |
| 2016                   | Australien (J)          | 2                      |
| 2016                   | Serbien (T)             | 18                     |
| 2017                   | Portugal (J & T)        | 1                      |
| 2018                   | Deutschland (J)         | 4                      |
| 2018                   | Serbien (T)             | 19                     |
| 2019                   | Nordmazedonien (J)      | 7                      |
| 2019                   | Italien (T)             | 2                      |
| 2020                   | Wettbewerb abgesagt     | Wettbewerb abgesagt    |
| 2021                   | Frankreich (J)          | 2                      |
| 2021                   | Serbien (T)             | 15                     |
| 2022                   | Griechenland (J)        | 8                      |
| 2022                   | Serbien (T)             | 5                      |
| 2023                   | Tschechien (J)          | 10                     |
| 2023                   | Albanien (T)            | 22                     |
| 2024                   | Griechenland (J)        | 11                     |
| 2024                   | Israel (T)              | 5                      |
| 2025                   | Italien (J)             | 5                      |
| 2025                   | Israel (T)              | 2                      |

| Höchstwertung (Halbfinale) | Höchstwertung (Halbfinale) | Höchstwertung (Halbfinale) |
| Jahr                       | Land                       | Platz (Halbfinale)         |
| -------------------------- | -------------------------- | -------------------------- |
| 2004                       | Serbien und Montenegro     | 1                          |
| 2005                       | Portugal                   | 17                         |
| 2006                       | Bosnien und Herzegowina    | 2                          |
| 2007                       | Serbien                    | 1                          |
| 2008                       | Portugal                   | 2                          |
| 2009                       | Türkei                     | 2                          |
| 2010                       | Irland                     | 9                          |
| 2011                       | Serbien                    | 8                          |
| 2012                       | Albanien                   | 2                          |
| 2013                       | Ungarn                     | 8                          |
| 2014                       | Österreich                 | 1                          |
| 2015                       | Schweden                   | 1                          |
| 2016                       | Australien (J)             | 1                          |
| 2016                       | Serbien (T)                | 10                         |
| 2017                       | Bulgarien (J)              | 1                          |
| 2017                       | Serbien (T)                | 11                         |
| 2018                       | Estland (J)                | 5                          |
| 2018                       | Österreich (T)             | 4                          |
| 2019                       | Niederlande (J)            | 1                          |
| 2019                       | Albanien (T)               | 9                          |
| 2020                       | Wettbewerb abgesagt        | Wettbewerb abgesagt        |
| 2021                       | Bulgarien (J)              | 3                          |
| 2021                       | Serbien (T)                | 8                          |
| 2022                       | Niederlande (J)            | 2                          |
| 2022                       | Portugal (T)               | 4                          |
| 2023                       | Portugal                   | 9                          |
| 2024                       | Israel                     | 1                          |
| 2025                       | Niederlande                | 3                          |

## Verschiedenes
- Nach seinem Siegerauftritt beim Eurovision Song Contest 2024 zerbrach Nemo die Siegertrophäe. Nemo erhielt daraufhin eine neue Trophäe.
- 2013 schaffte es die Schweiz mit Takasa im 2. Halbfinale nicht ins Finale. Bei ihrem Auftritt spielte Emil Ramsauer mit, er ist mit seinen damals 95 Jahren der älteste Teilnehmer beim ESC aller Zeiten. Bei der Schweizer Vorausscheidung nannte sich die Band noch Heilsarmee. Die jüngste Teilnehmerin der Band war Sarah Breiter mit 20 Jahren. Nach der Telefonabstimmung hätte es die Schweiz auf dem fünften Platz leicht ins Finale geschafft, was aber durch die Jurys verhindert wurde, die die Schweiz auf Platz 16 setzten.

## Impressionen

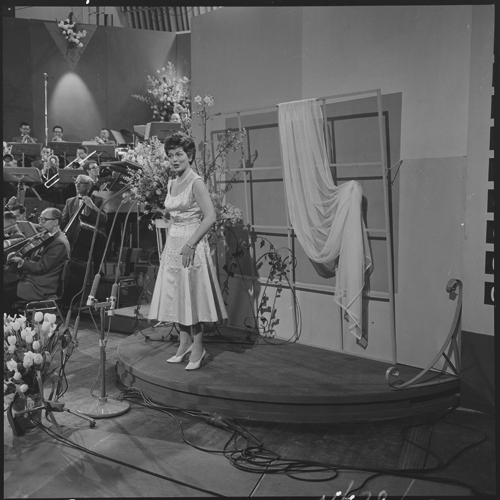
Lys Assia 1958
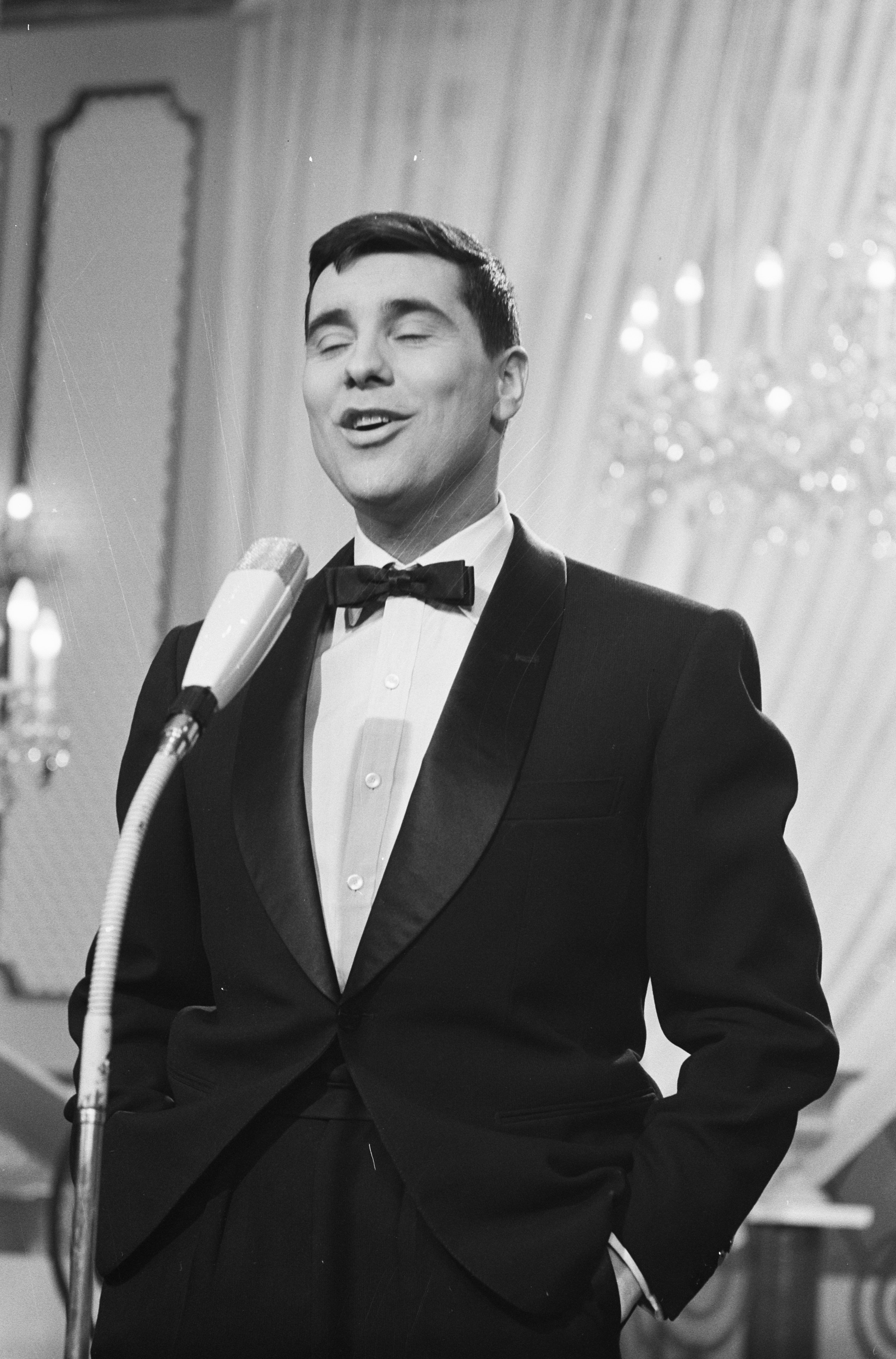
Jean Philippe 1962
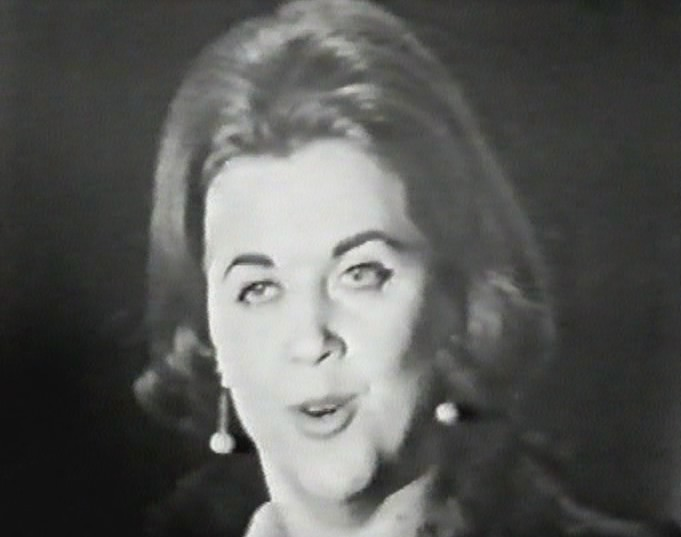
Yovanna 1965
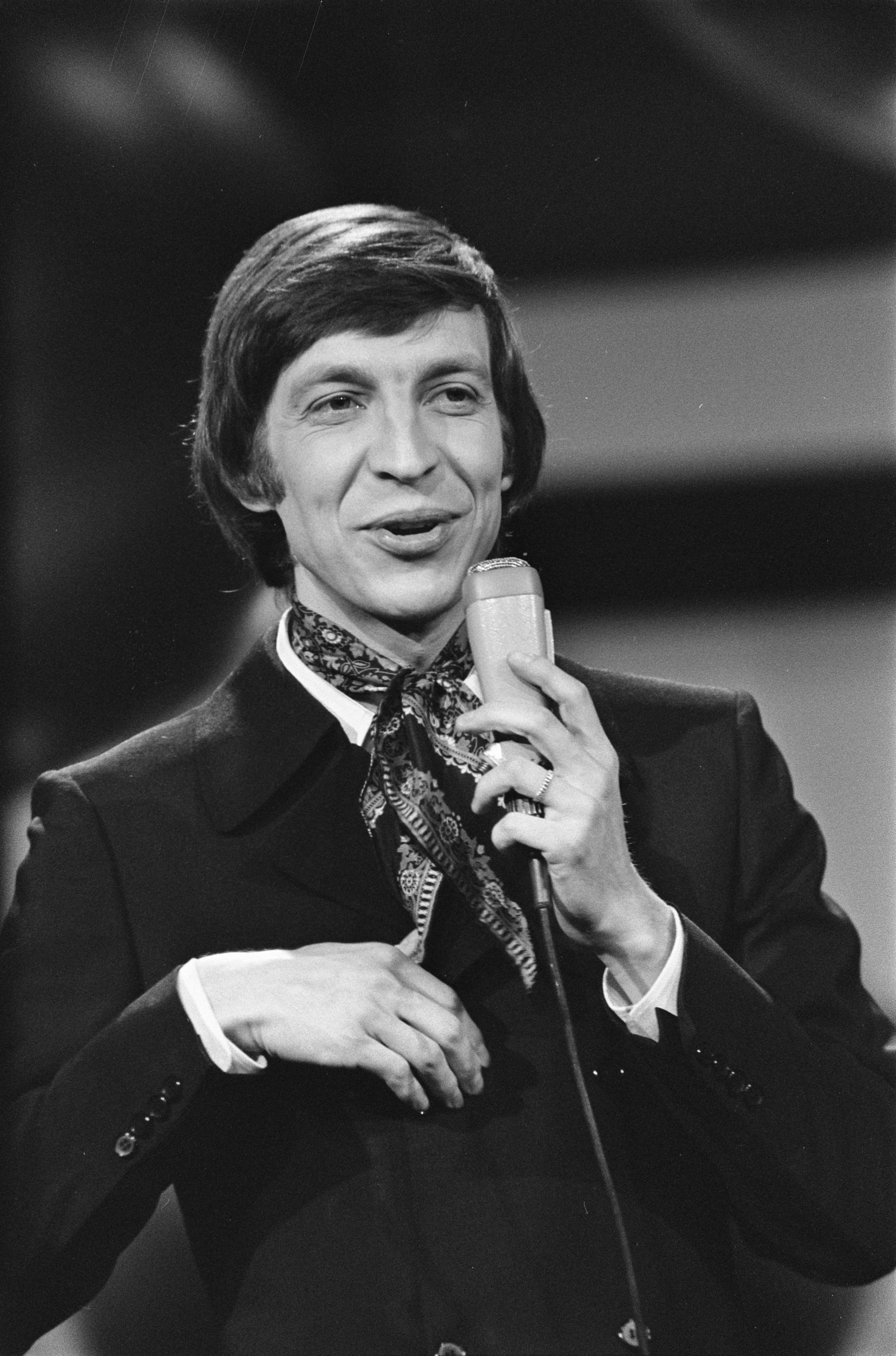
Henri Des 1970
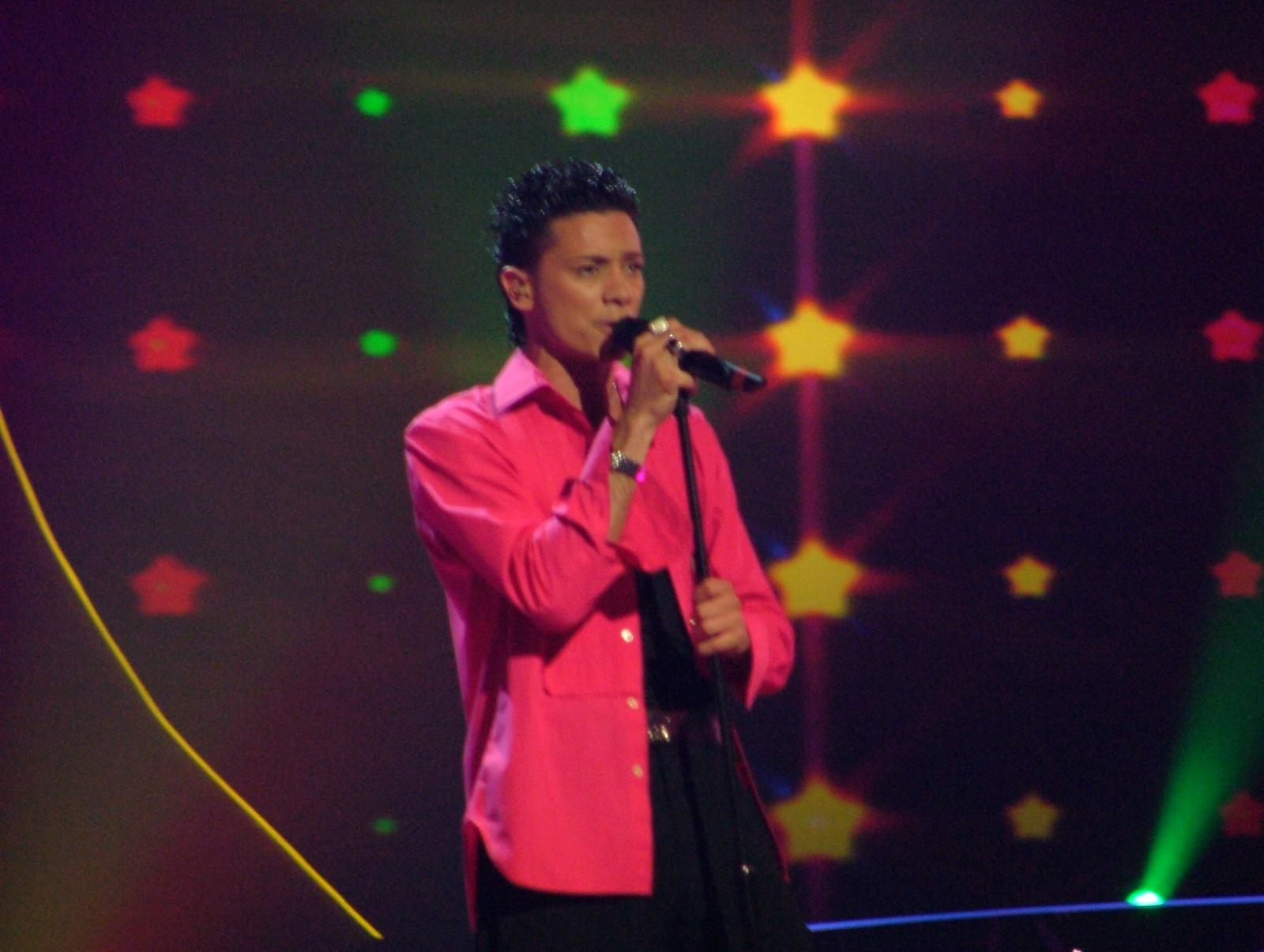
Piero Esteriore 2004
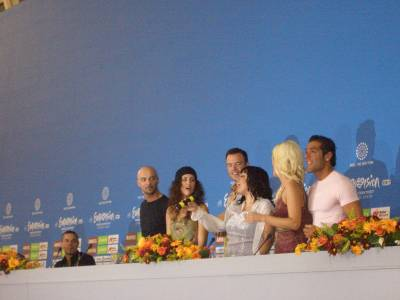
Six4one 2006
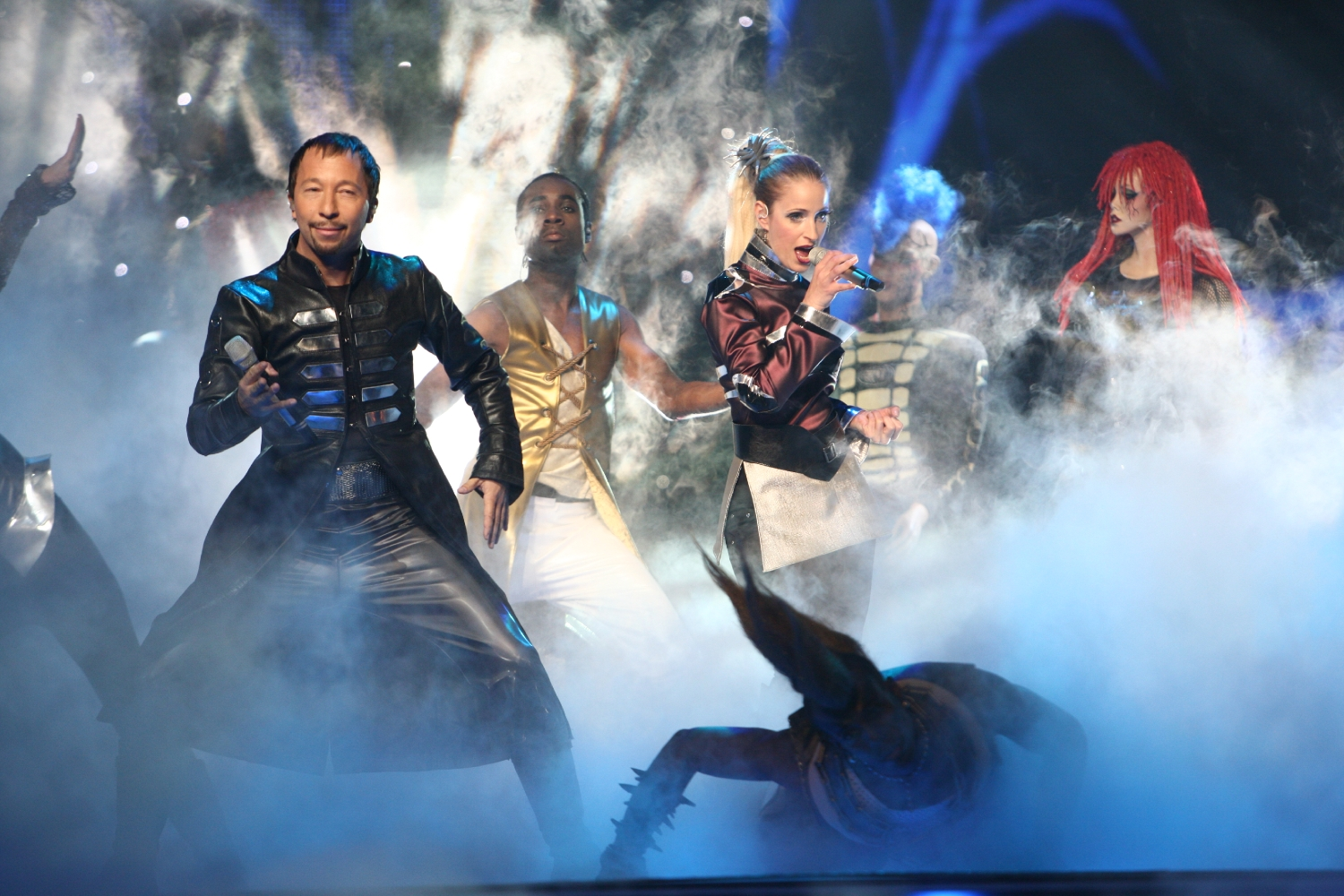
DJ BoBo 2007
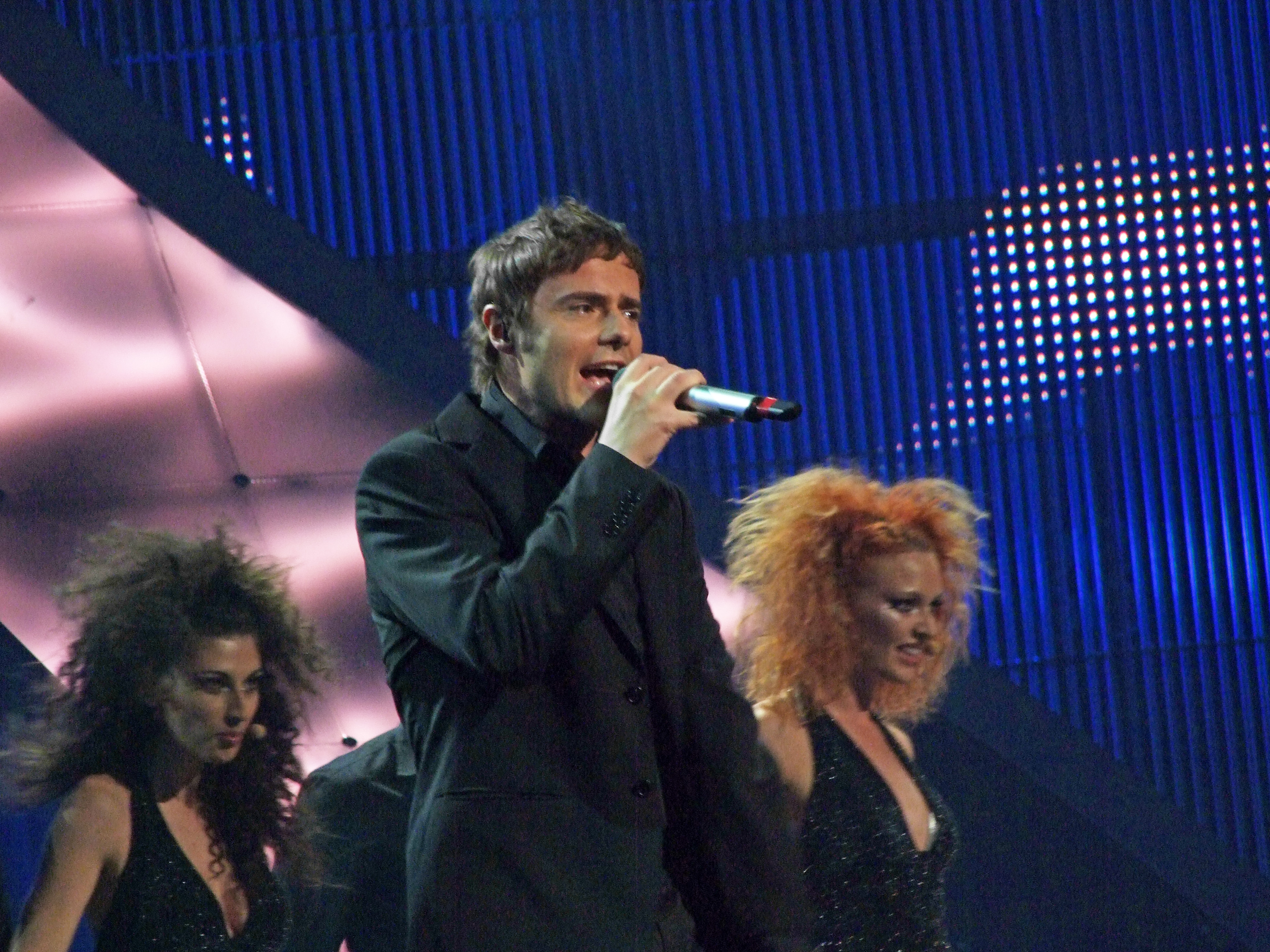
Paolo Meneguzzi 2008
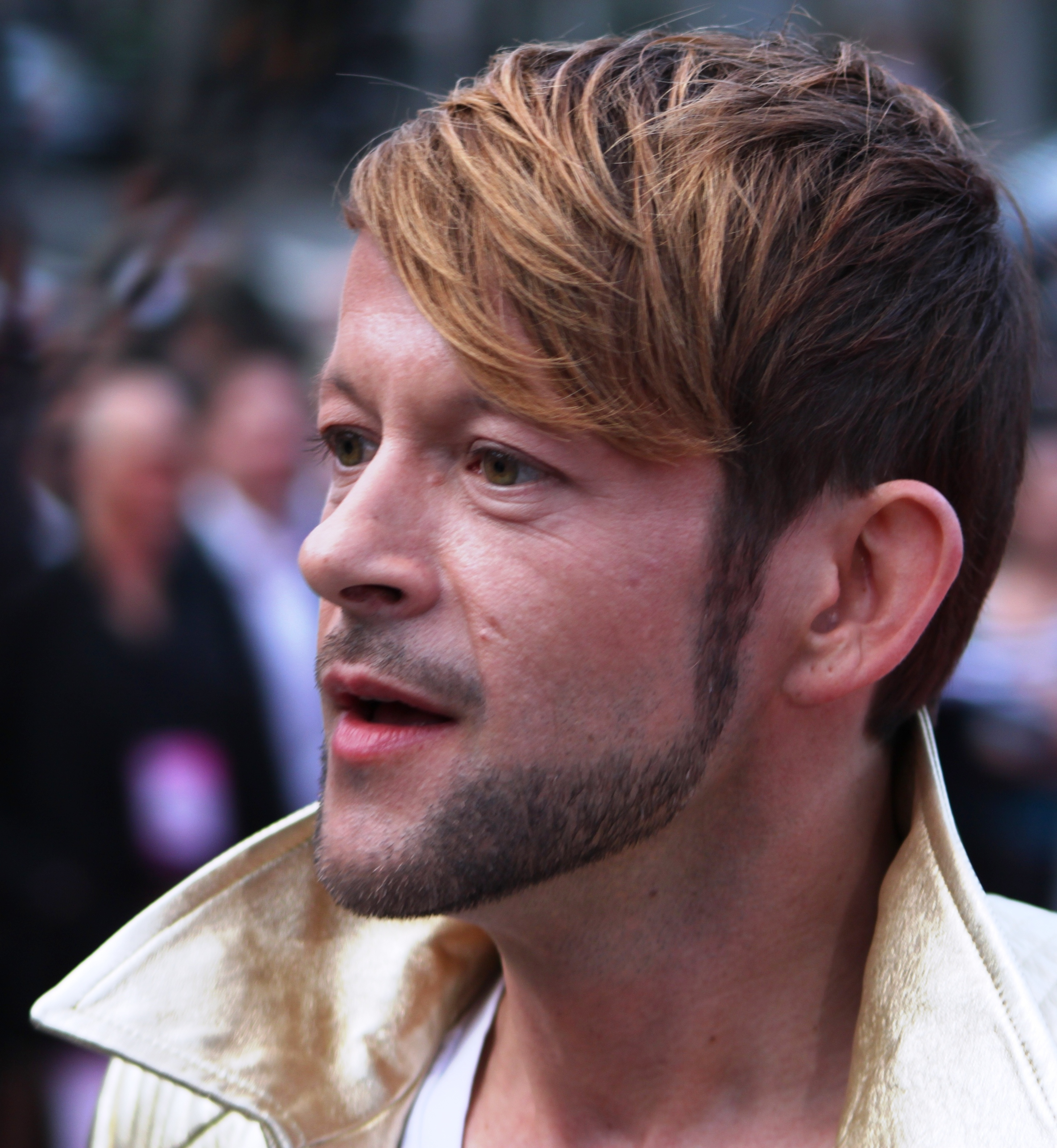
Michael von der Heide 2010
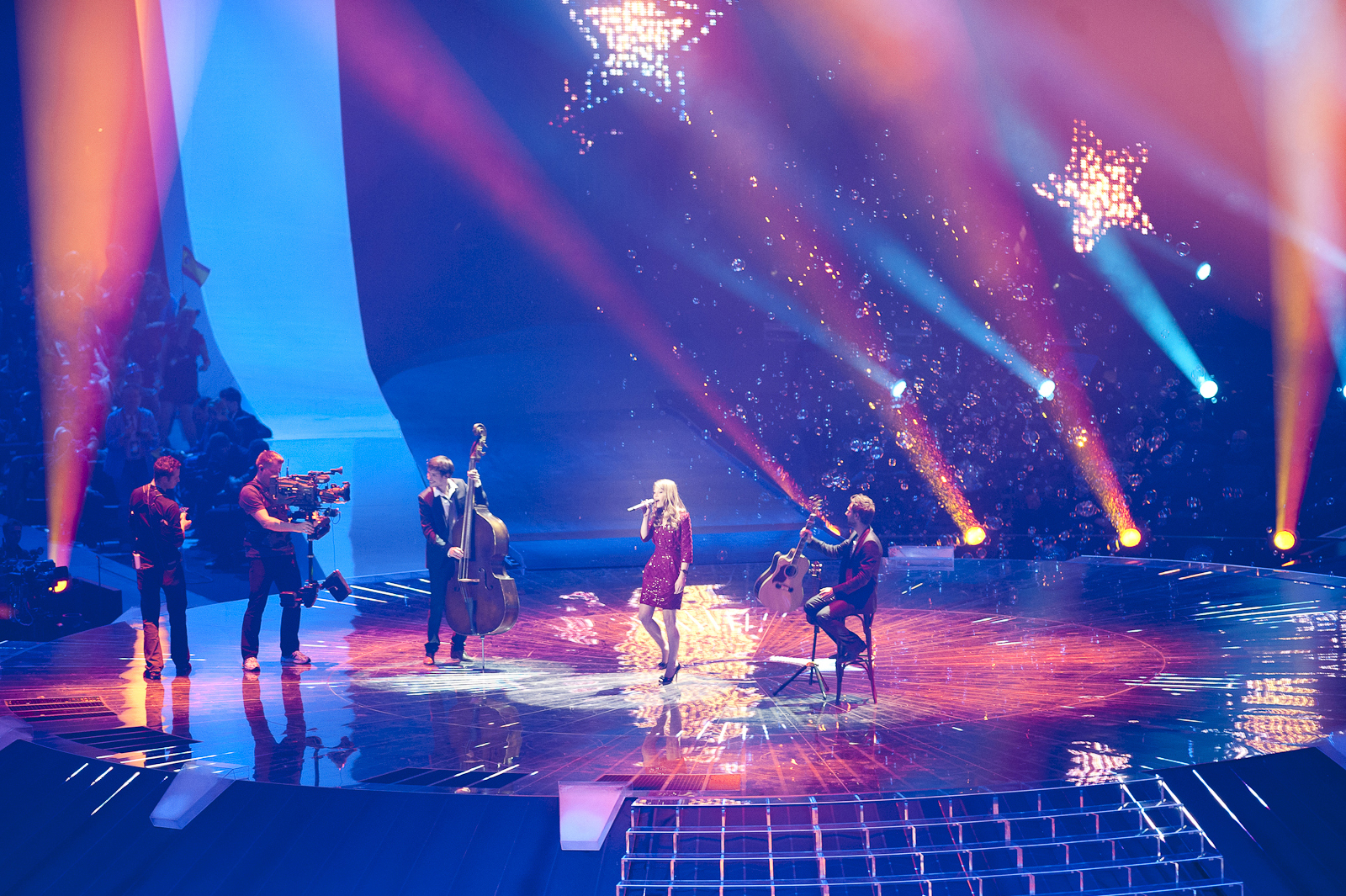
Anna Rossinelli 2011
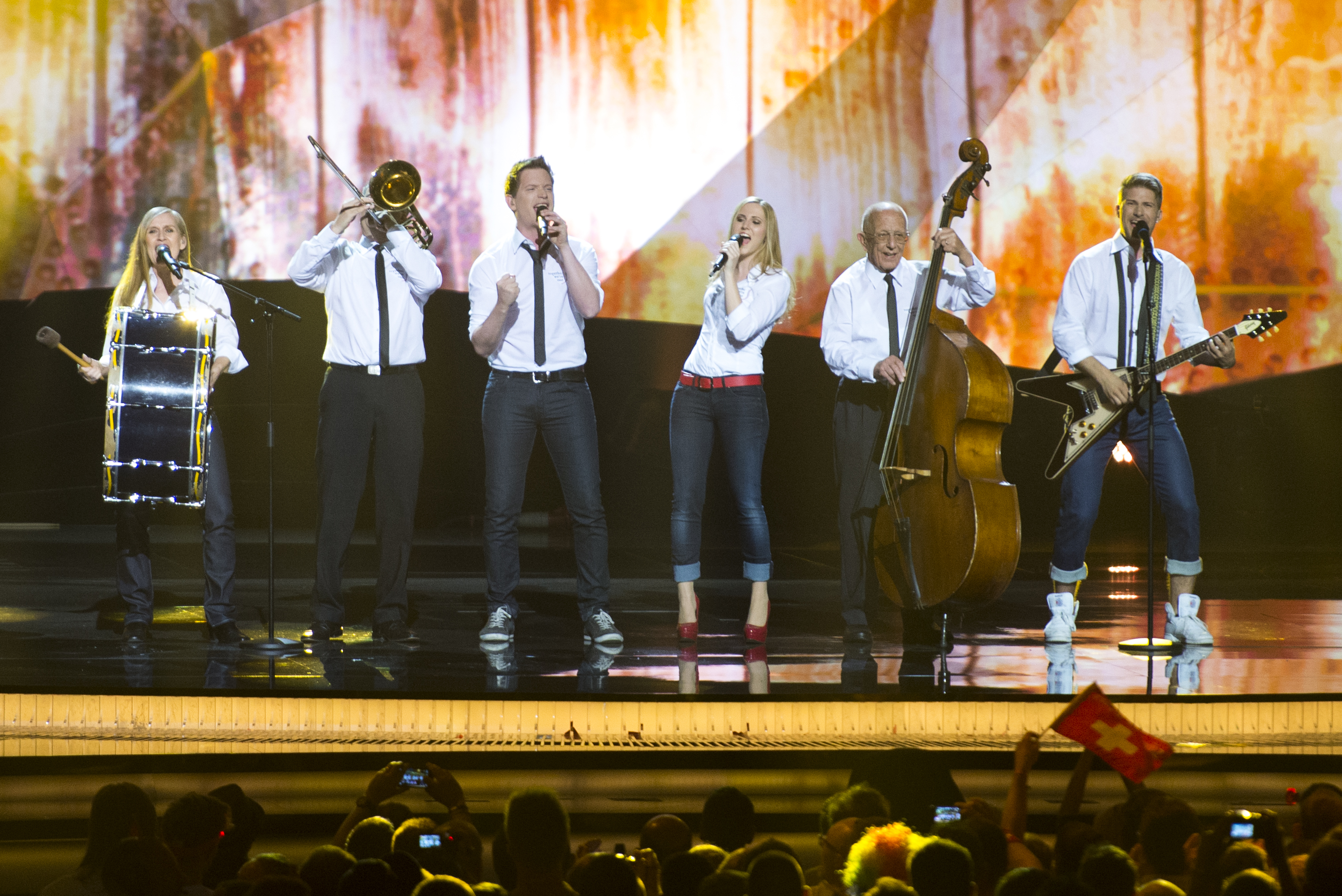
Takasa 2013
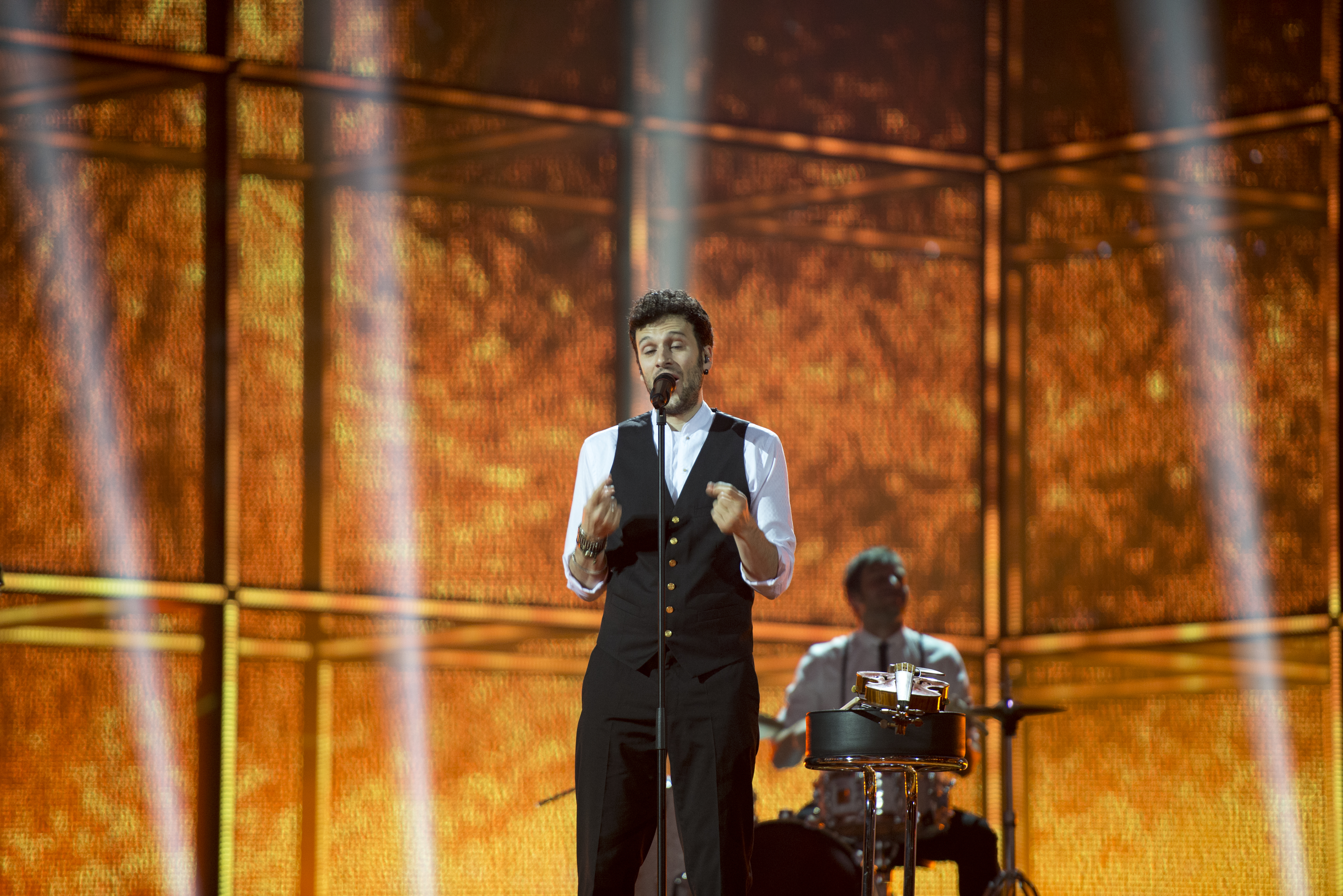
Sebalter 2014
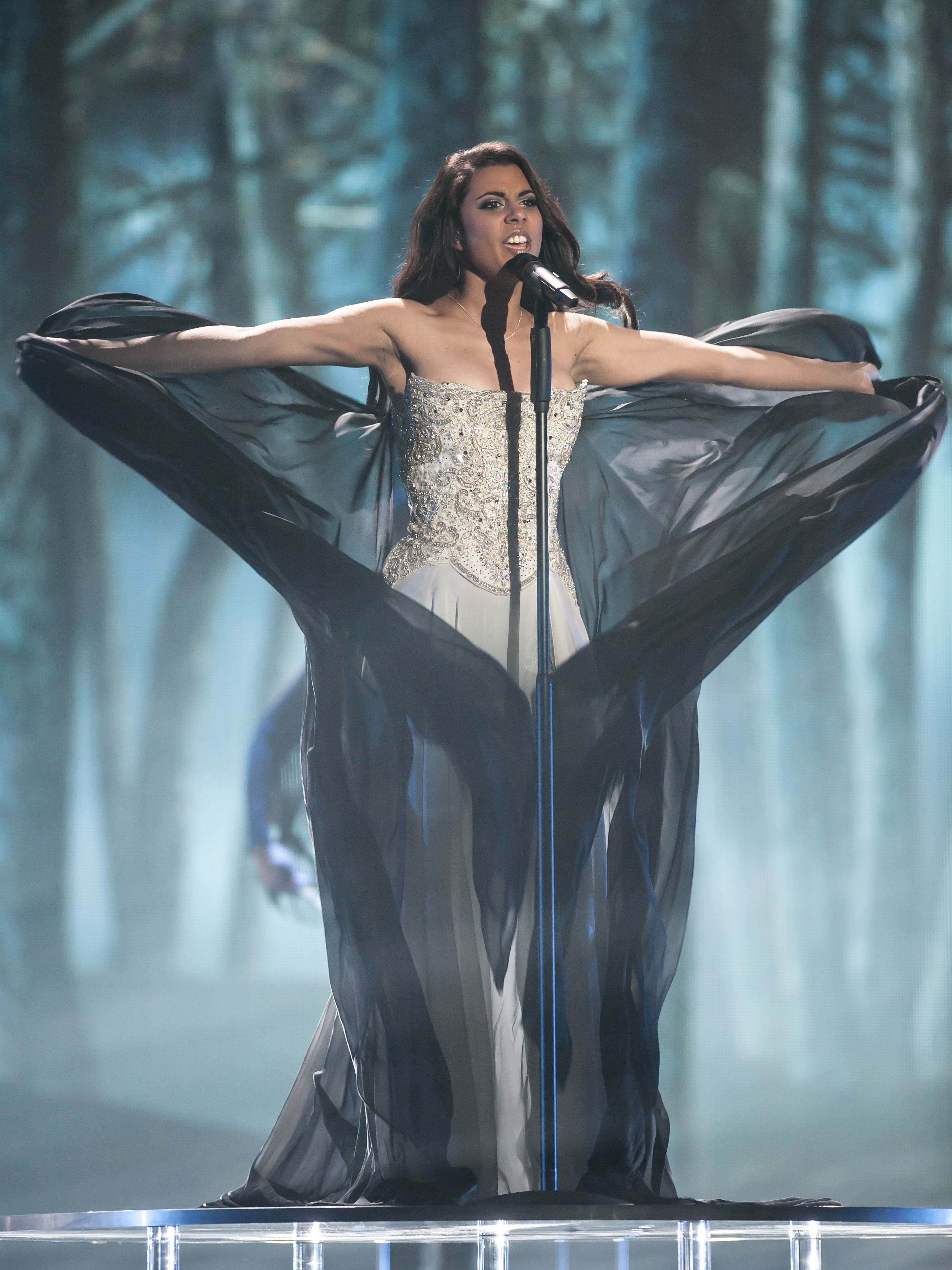
Mélanie René 2015
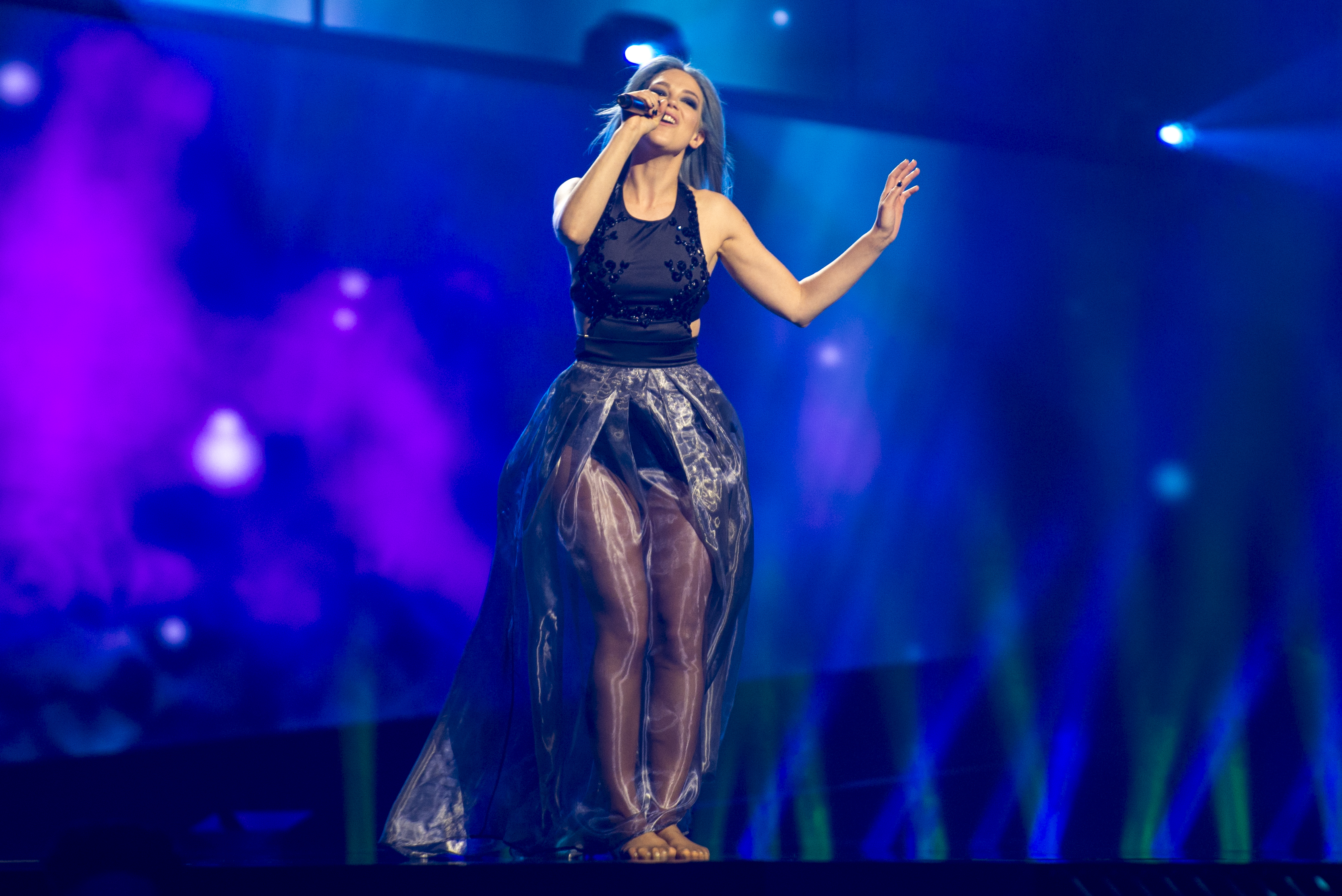
Rykka 2016
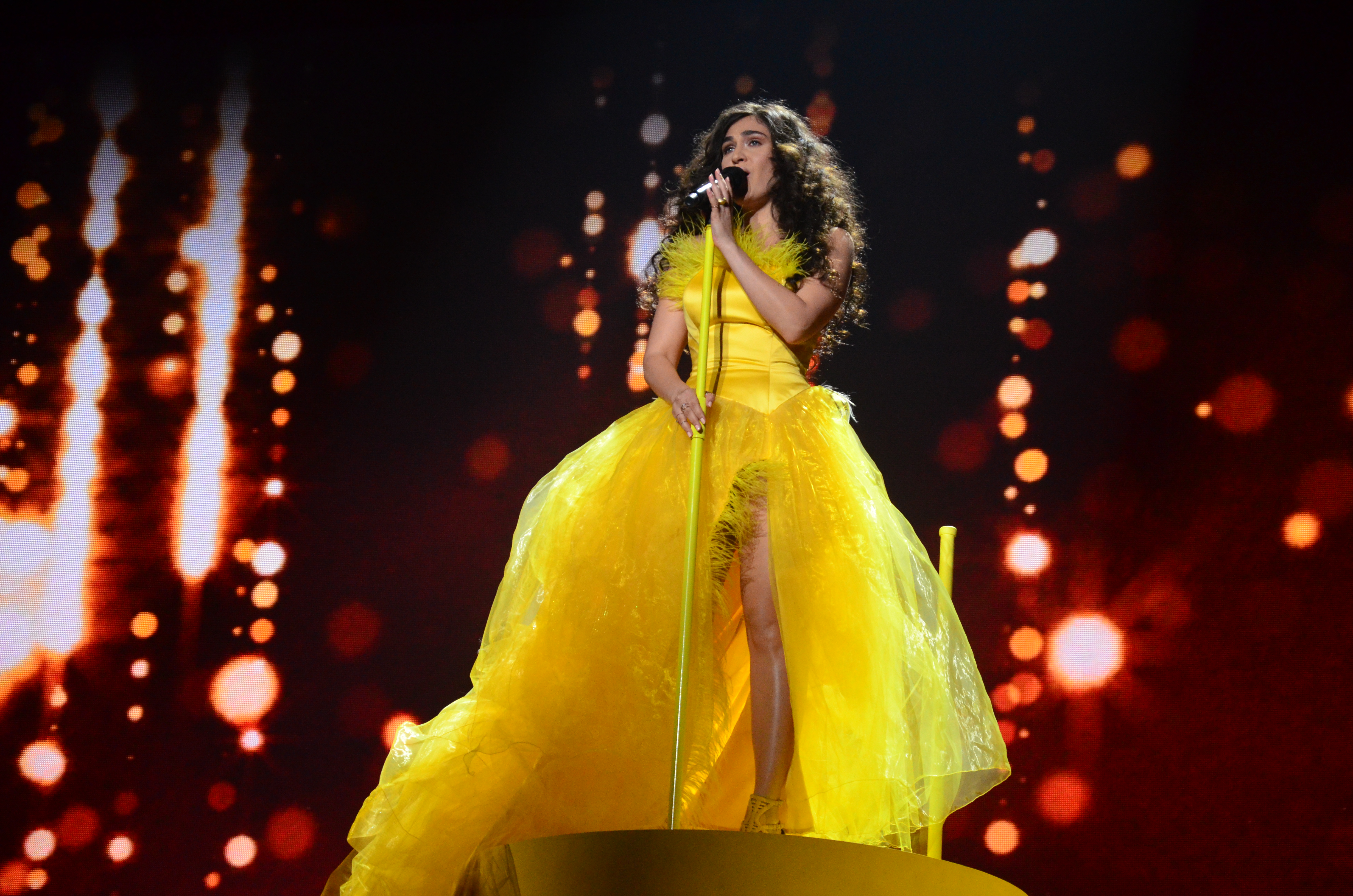
Timebelle 2017
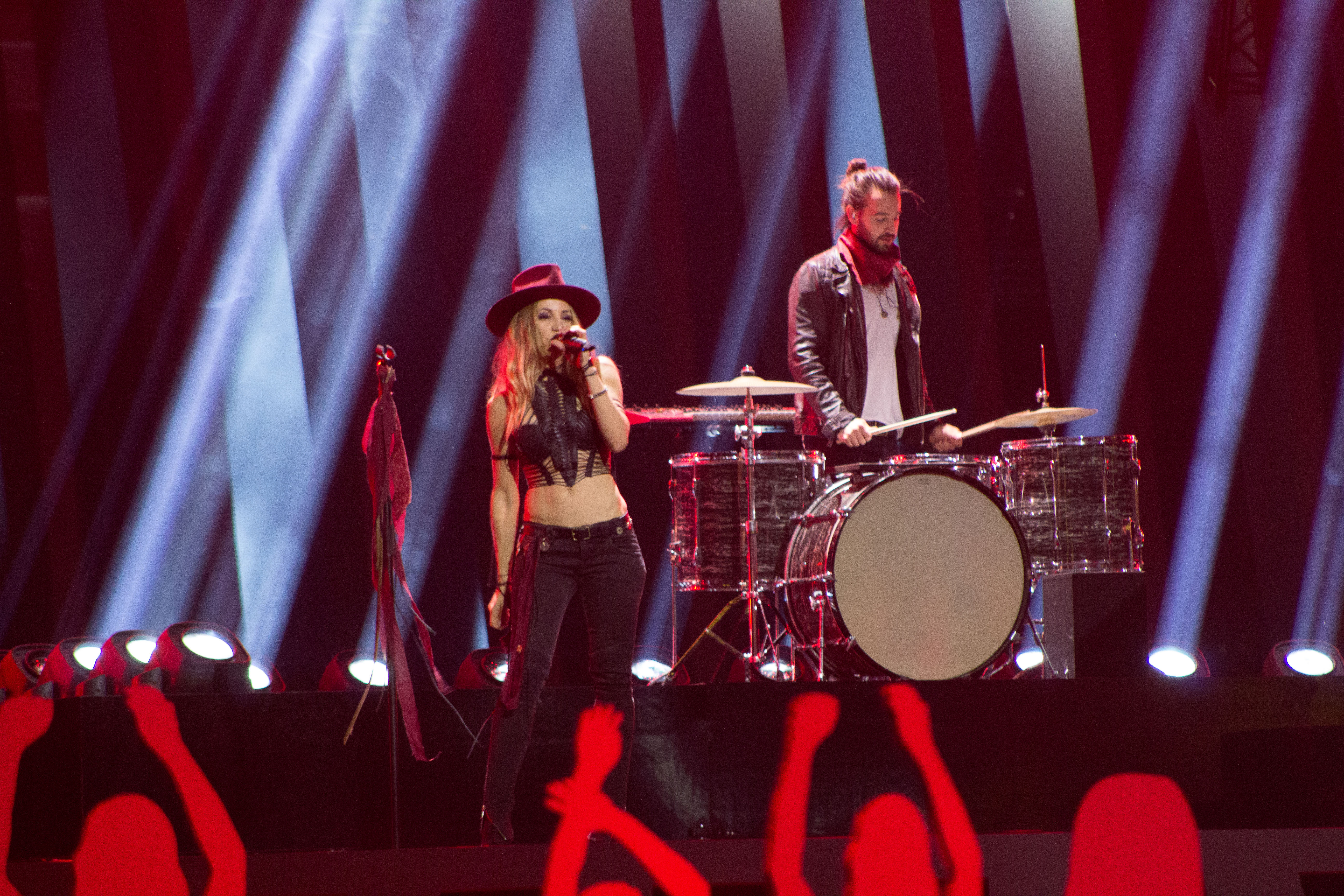
Zibbz 2018
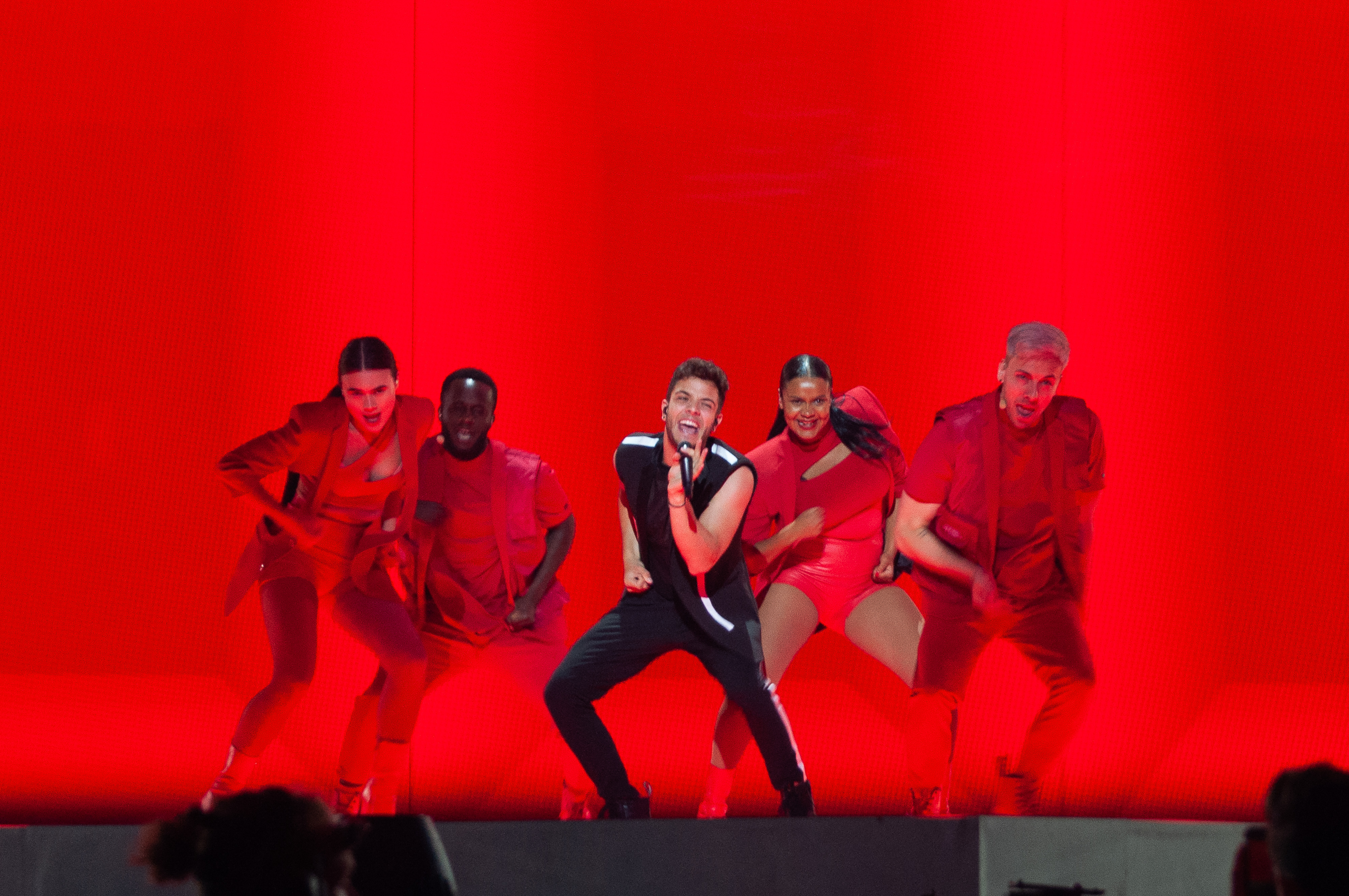
Luca Hänni 2019
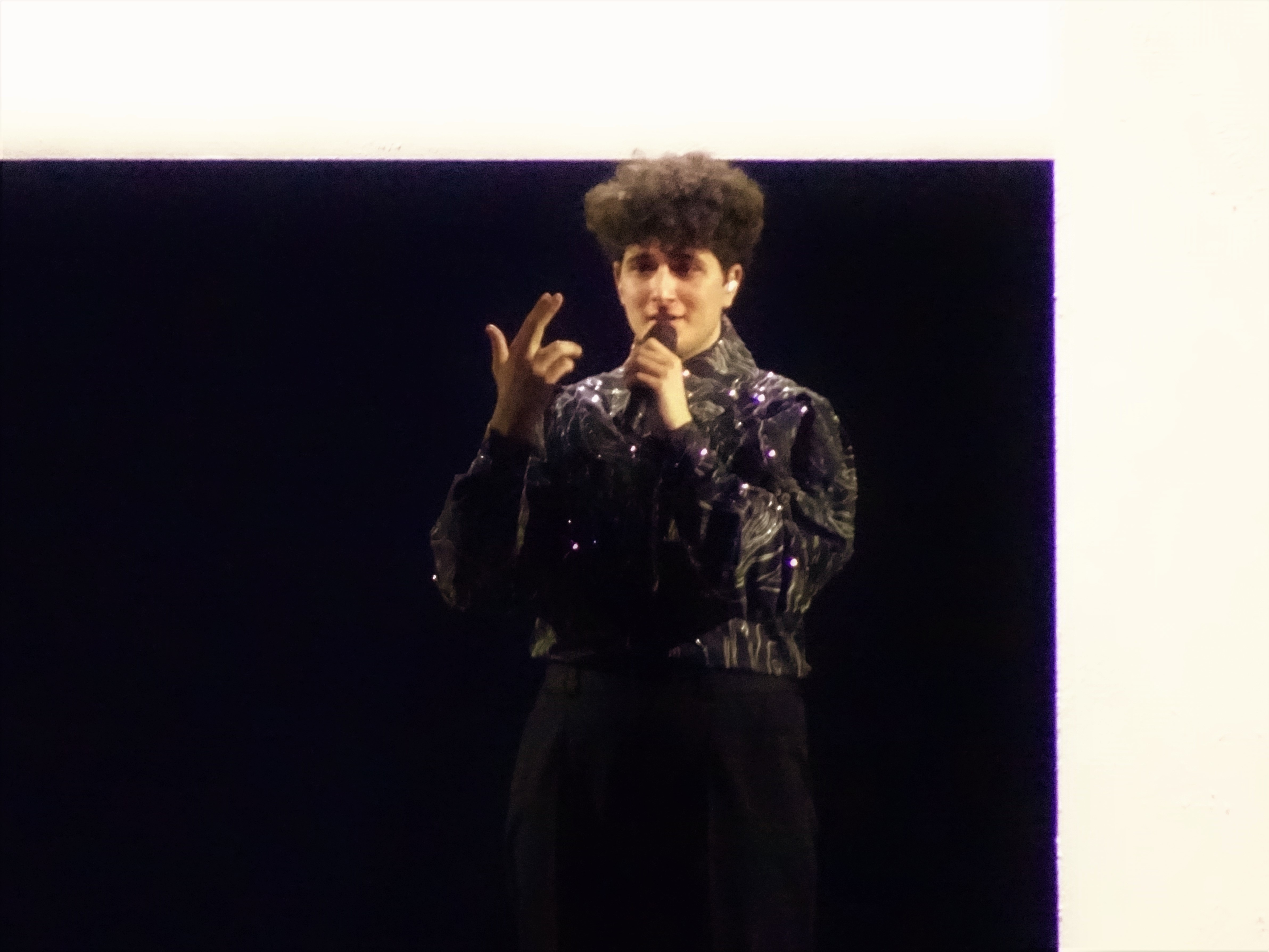
Gjon’s Tears 2021
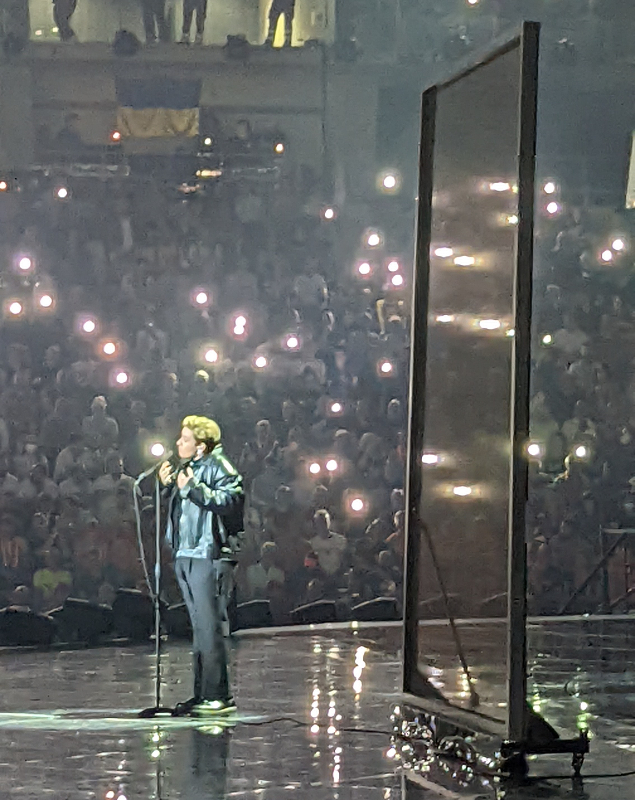
Marius Bear 2022
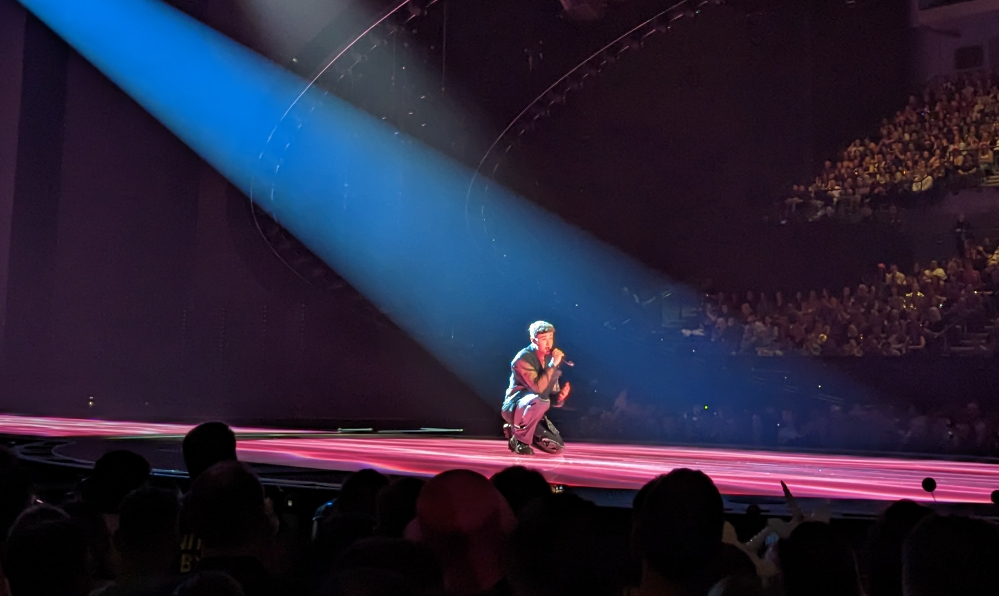
Remo Forrer 2023
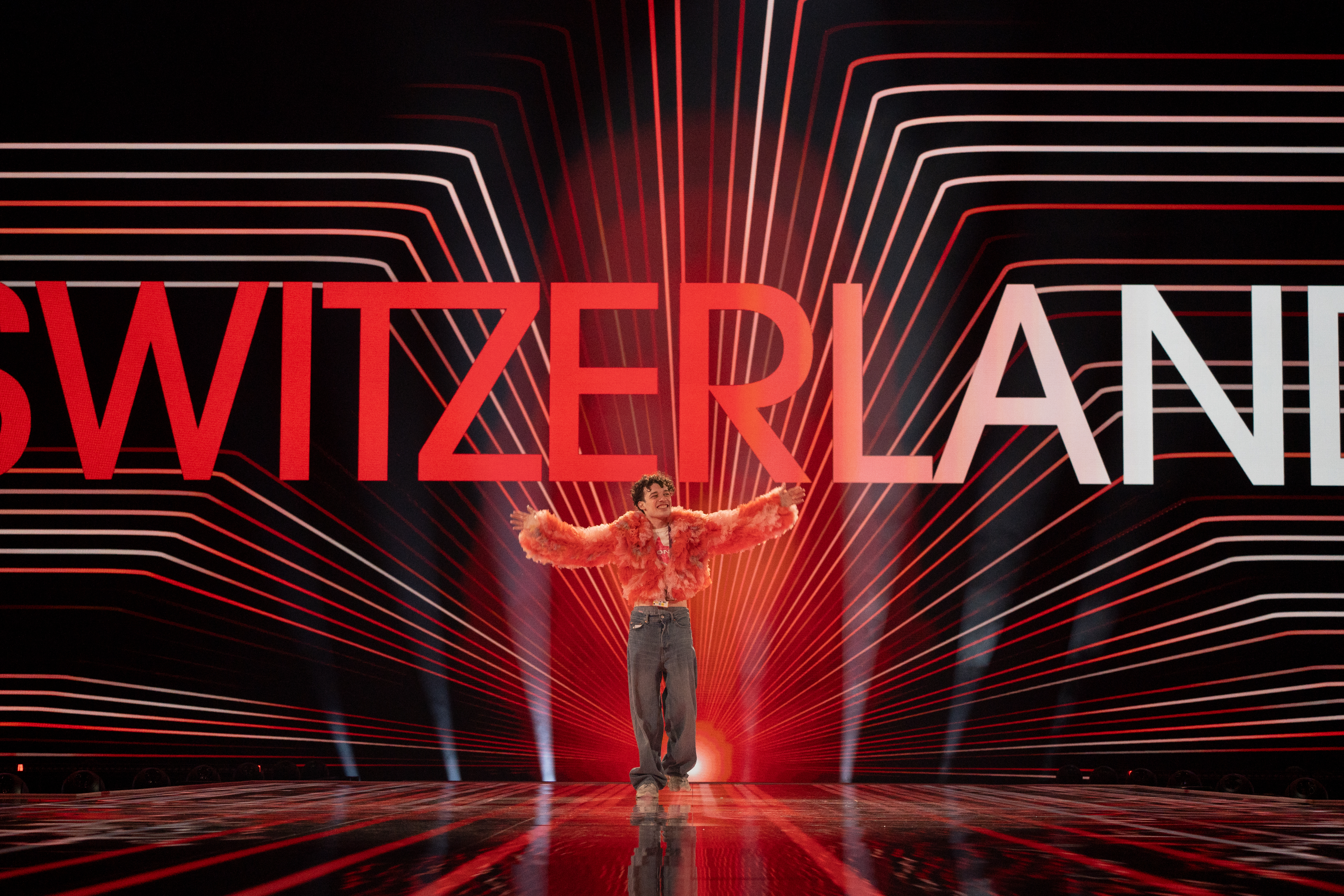
Nemo 2024
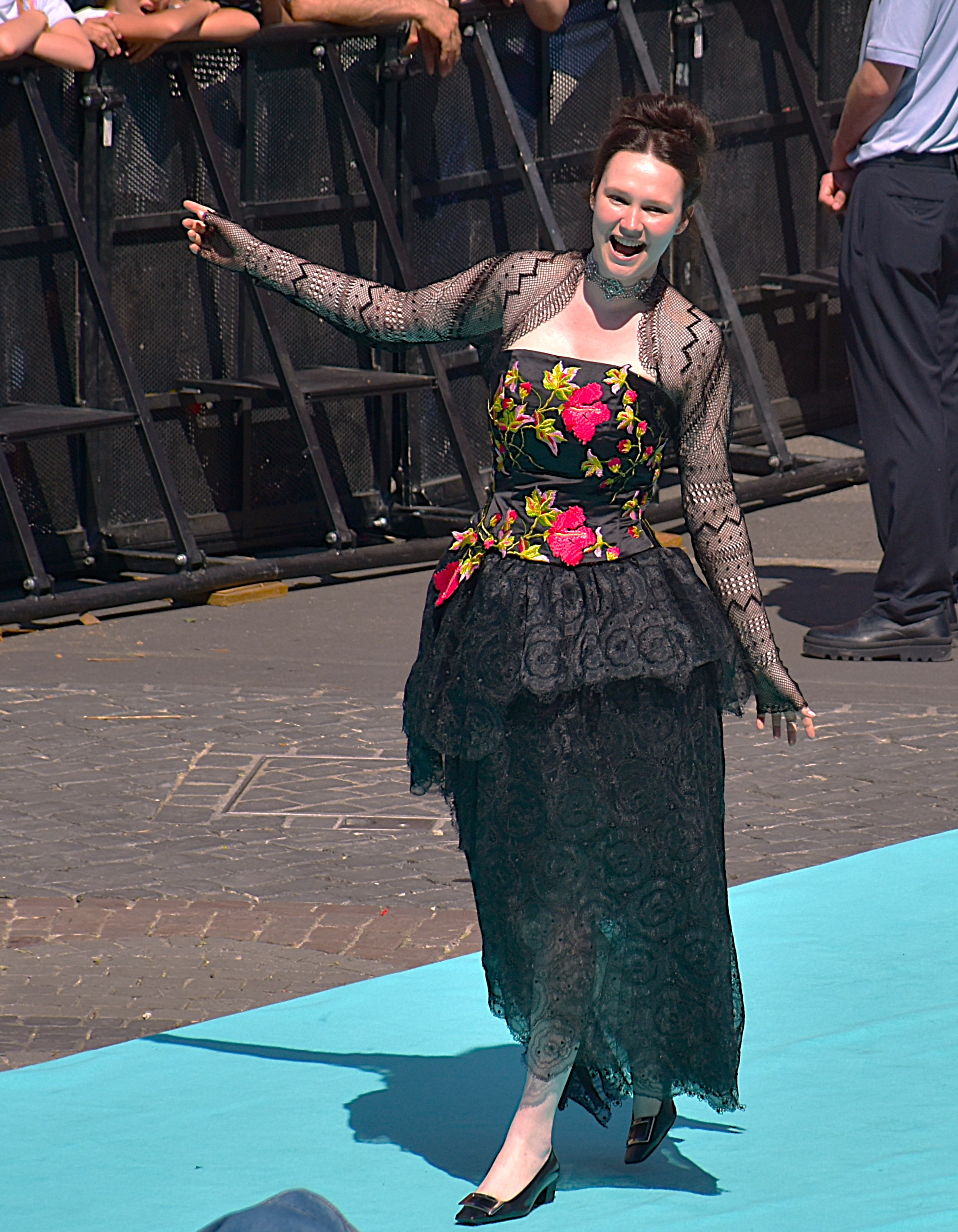
Zoë Më 2025